# Тамбов
Тамбо́в — город в России, административный, экономический и культурный центр Тамбовской области. Также административный центр Тамбовского района, в который сам не входит, являясь городом областного значения, образующим с 7 сельскими населёнными пунктами городской округ Тамбов. Расположен в центральной части Окско-Донской равнины, на канале реки Цны, в 460 км к юго-востоку от столицы России города Москвы.
Узловая железнодорожная станция Тамбов-I Юго-Восточной железной дороги. Отсюда идут линии на Мичуринск в сторону Москвы, на Саратов через Ртищево и на Камышин через Балашов.
Население: 291 454 чел. (2025), плотность населения 3101 чел./км².
Город награждён орденом Трудового Красного Знамени.

## Этимология
Основание произошло весной 1636-го против устья Лесного Тамбова; целью было создание укрепления на реке Цна. Расположение оказалось неудачным, поэтому город сместили на двадцать вёрст вниз, сохранив название первоначального ориентира.
Происхождение гидронима «Тамбов» является дорусским. В. А. Никонов находит его из эрзянского «томбакс» — топкий, «томбака» — омут. Труднее доказать происхождение из финно-угорской основы «tammi» — дуб.

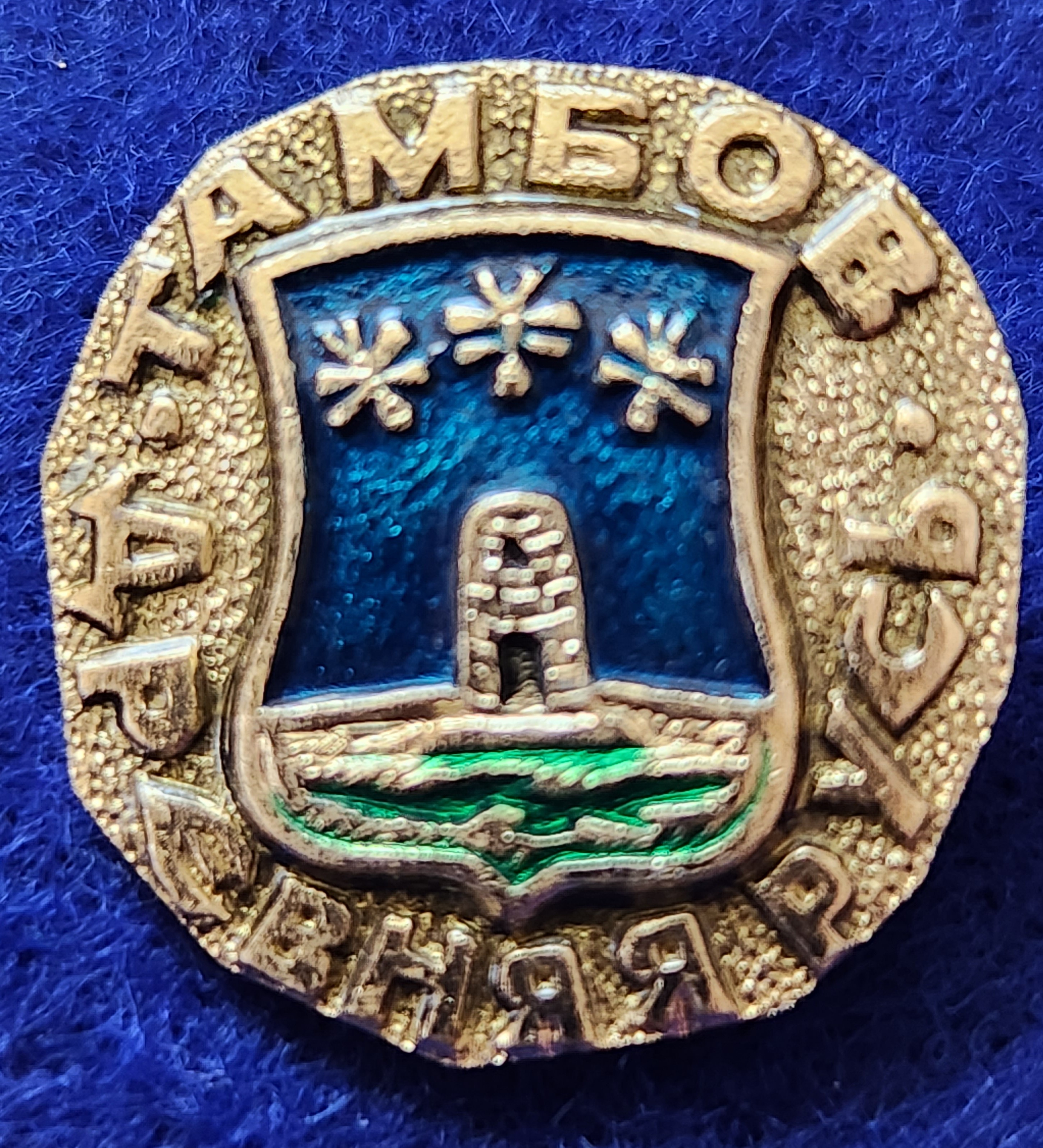
Тамбов значок из серии Древняя Русь с гербом Тамбовской губернии утверждённым Александром II 1878

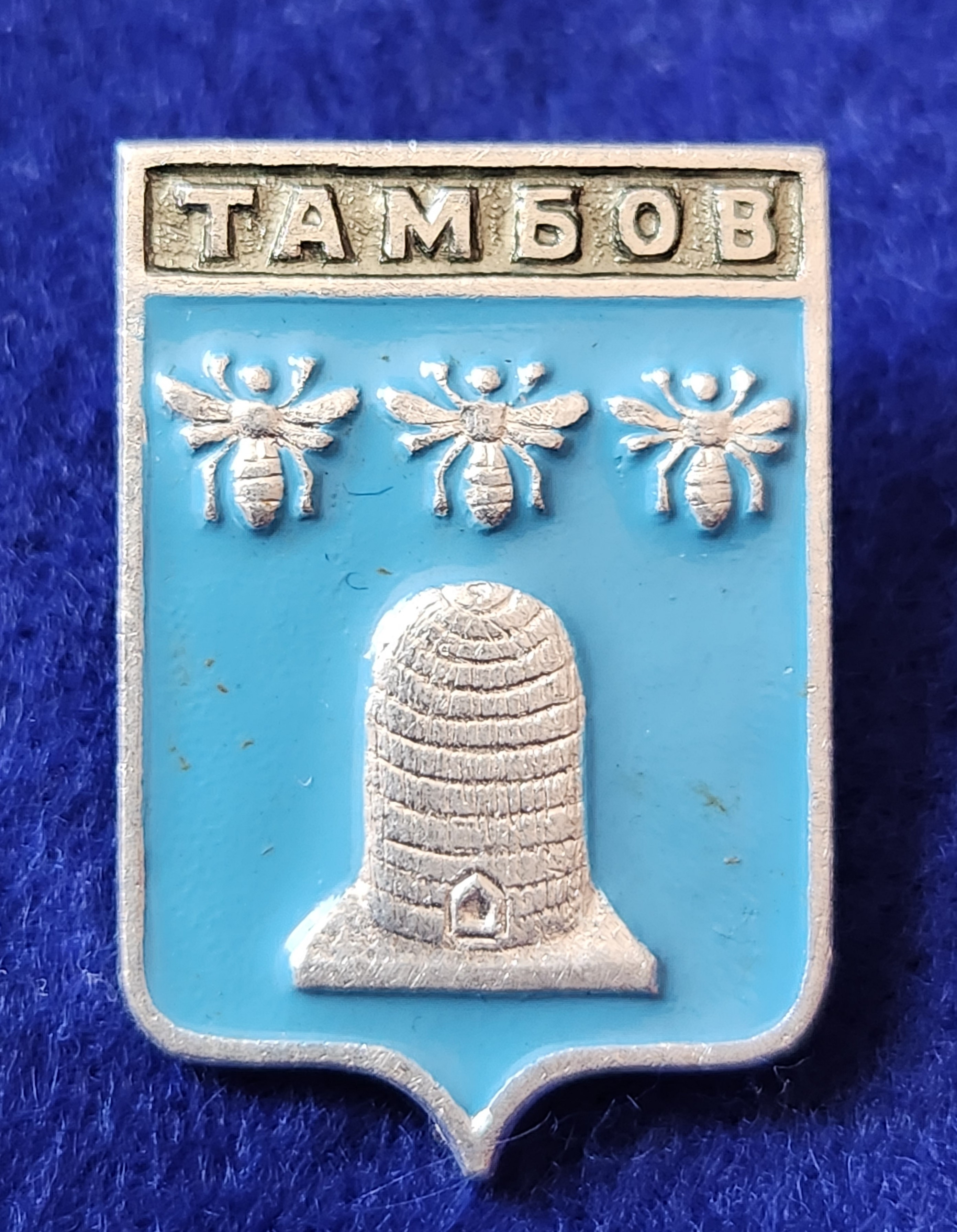
Тамбов значок герб

## Почётные граждане города Тамбова
- Аносов Василий Михайлович[ПГТ 2]
- Кирсанова Ксения Анатольевна
- Артёмов Николай Степанович
- Асеев Михаил Васильевич
- Ашурков Михаил Степанович[ПГТ 3]
- Берстенёв Геннадий Ильич[ПГТ 4]
- Боднар Александр Николаевич[ПГТ 5]
- Буркин Владимир Иванович
- Вокин Илья Иванович
- Гришина Светлана Владимировна
- Дёмин Лев Степанович
- Дорожкина Валентина Тихоновна[ПГТ 6]
- Икавитц Эдуард Христианович
- Коваль Валерий Николаевич
- Мержанов Виктор Карпович
- Митрополит Евгений[ПГТ 7]
- Муратов Николай Павлович
- Нарышкин Эммануил Дмитриевич
- Нарышкина Александра Николаевна[ПГТ 8]
- Николаев Игорь Алексеевич[ПГТ 9]
- Носов Андрей Михайлович[ПГТ 10]
- Орлов Яков Никифорович
- Попугаев Иван Арсентьевич[ПГТ 11]
- Рябинский, Евгений Владиславович
- Степанов Николай Андреевич[ПГТ 12]
- Суворов Иван Алексеевич[ПГТ 13]
- Толмачёв Александр Иванович[ПГТ 14]
- Фарбер Яков Иосифович[ПГТ 15]
- Чёрный Василий Ильич
- Шоршоров Минас Лукьянович[ПГТ 16]

1. ↑  Почётные граждане города Тамбова. Администрация города Тамбова Тамбовской области. Дата обращения: 12 июля 2021. Архивировано 12 июля 2021 года.
2. ↑  Аносов Василий Михайлович. Дата обращения: 12 июля 2021. Архивировано 8 мая 2021 года.
3. ↑  Ашурков Михаил Степанович. Дата обращения: 12 июля 2021. Архивировано 8 мая 2021 года.
4. ↑  Берстенев Геннадий Ильич. Дата обращения: 12 июля 2021. Архивировано 8 мая 2021 года.
5. ↑  Боднар Александр Николаевич. Дата обращения: 12 июля 2021. Архивировано 22 января 2021 года.
6. ↑  Дорожкина Валентина Тихоновна. Дата обращения: 12 июля 2021. Архивировано 8 мая 2021 года.
7. ↑  Митрополит Евгений. Дата обращения: 12 июля 2021. Архивировано 9 мая 2021 года.
8. ↑  Нарышкина Александра Николаевна. Дата обращения: 12 июля 2021. Архивировано 9 мая 2021 года.
9. ↑  Николаев Игорь Алексеевич. Дата обращения: 12 июля 2021. Архивировано 9 мая 2021 года.
10. ↑  Носов Андрей Михайлович. Дата обращения: 12 июля 2021. Архивировано 9 мая 2021 года.
11. ↑  Попугаев Иван Арсентьевич. Дата обращения: 12 июля 2021. Архивировано 9 мая 2021 года.
12. ↑  Степанов Николай Андреевич. Дата обращения: 12 июля 2021. Архивировано 9 мая 2021 года.
13. ↑  Суворов Иван Алексеевич. Дата обращения: 12 июля 2021. Архивировано 9 мая 2021 года.
14. ↑  Толмачёв Александр Иванович. Дата обращения: 12 июля 2021. Архивировано 9 мая 2021 года.
15. ↑  Фарбер Яков Иосифович. Дата обращения: 12 июля 2021. Архивировано 9 мая 2021 года.
16. ↑  Шоршоров Минас Лукьянович. Дата обращения: 12 июля 2021. Архивировано 9 мая 2021 года.

## Физико-географическое положение

### География
Тамбов расположен на реке Цне (бассейн Оки), в 460 км к юго-востоку от Москвы. Площадь города 92 км².
| С-З | Рязань ~ 258 км Тула ~ 360 км Москва ~ 460 км Мичуринск ~ 70 км | Владимир ~ 475 км Моршанск ~ 100 км        | Нижний Новгород ~ 537 км Саранск ~ 390 км | С-В |
| З   | Орёл ~ 392 км Брянск ~ 518 км Липецк ~ 131 км                   | Роза ветров                                | Кирсанов ~ 110 км Пенза ~ 315 км          | В   |
| Ю-З | Воронеж ~ 220 км Курск ~ 435 км Белгород ~ 470 км               | Волгоград ~ 520 км Ростов-на-Дону ~ 705 км | Саратов ~ 405 км                          | Ю-В |

### Часовой пояс
Тамбов находится в часовой зоне МСК (московское время). Смещение применяемого времени относительно UTC составляет +3:00.
В соответствии с применяемым временем и географической долготой средний солнечный полдень в Тамбове наступает в 12:14.

### Климат
Климатические условия Тамбова определяются его географическим положением. Климат умеренно континентальный, с чётко выраженными временами года. По данным наблюдений в период 1981—2010 гг., средняя температура самого холодного месяца (февраля) составляет около −8 °C, самого тёплого (июля) — около +21 °C.
Зима умеренно-холодная, наступает в декабре, когда установится устойчивый снежный покров. В зависимости от направления ветра это наступает в середине ноября — конце декабря. Часто случаются затяжные оттепели с дождями и полным сходом снежного покрова. Но также бывают и сильные морозы. Зима может затянуться до конца марта. Весна короткая. Обычно в конце апреля — начале мая температура уже достигает летних значений. Лето длинное и тёплое, температура воздуха часто колеблется в районе +30 °C. Летом 2010 года температура по Тамбовской области местами приближалась к отметке +42 °C и выше. Осень мягкая, с постепенным понижением температуры.
Годовое количество осадков колеблется от 400 до 650 мм (в среднем 555 мм), более половины (около 270 мм) выпадает в тёплый период года. Граница береговой полосы может колебаться на 8-12 метров и более в зависимости от времени года и погодных условий, а также от уровня воды на р. Цна. В районе города преобладают ветры южных, юго-западных и частично северо-западных направлений.
- Среднегодовая температура — +6,5 °C (за период 1991—2020 гг.),
- Среднегодовая скорость ветра — 3,2 м/с,
- Среднегодовая влажность воздуха — 75 %.

| Показатель                    | Янв.  | Фев.  | Март | Апр. | Май  | Июнь | Июль | Авг. | Сен. | Окт. | Нояб. | Дек. | Год  |
| ----------------------------- | ----- | ----- | ---- | ---- | ---- | ---- | ---- | ---- | ---- | ---- | ----- | ---- | ---- |
| Средний суточный максимум, °C | −4,6  | −3,7  | 2,1  | 13,6 | 21,6 | 24,7 | 27,1 | 25,8 | 19,2 | 10,8 | 2,0   | −2,9 | 11,3 |
| Средняя температура, °C       | −7,5  | −7,3  | −1,9 | 7,7  | 15,0 | 18,5 | 20,7 | 19,1 | 13,2 | 6,5  | −0,7  | −5,6 | 6,5  |
| Средний суточный минимум, °C  | −10,5 | −10,5 | −5,5 | 2,5  | 8,7  | 12,5 | 14,6 | 12,9 | 8,2  | 3,0  | −3,1  | −8,3 | 2,0  |
| Норма осадков, мм             | 37    | 32    | 29   | 29   | 43   | 66   | 54   | 43   | 44   | 47   | 39    | 39   | 502  |
| Источник: Погода и климат     |       |       |      |      |      |      |      |      |      |      |       |      |      |

| Показатель                                | Янв.  | Фев.  | Март  | Апр.  | Май  | Июнь | Июль | Авг. | Сен. | Окт.  | Нояб. | Дек.  | Год  |
| ----------------------------------------- | ----- | ----- | ----- | ----- | ---- | ---- | ---- | ---- | ---- | ----- | ----- | ----- | ---- |
| Абсолютный максимум, °C                   | 6,6   | 8,5   | 17,6  | 29,7  | 36,1 | 38,8 | 41,1 | 41,0 | 35,2 | 26,5  | 16,7  | 11,9  | 41,1 |
| Средний суточный максимум, °C             | −6,3  | −5,4  | 0,2   | 12    | 20,5 | 24,4 | 26,1 | 24,8 | 18,4 | 9,5   | 1,3   | −3,7  | 10,2 |
| Средняя температура, °C                   | −9,5  | −9,2  | −3,6  | 6,7   | 14,4 | 18,4 | 20,2 | 18,7 | 12,6 | 5,3   | −1,5  | −6,5  | 5,5  |
| Средний суточный минимум, °C              | −12,8 | −12,7 | −7,1  | 2,2   | 8,5  | 12,6 | 14,6 | 13,1 | 7,8  | 2     | −4    | −9,4  | 1,2  |
| Абсолютный минимум, °C                    | −38   | −36,9 | −30,4 | −15,3 | −4   | 0,5  | 3,9  | 2,2  | −3,7 | −14,7 | −29,3 | −36,1 | −38  |
| Норма осадков, мм                         | 35    | 30    | 29    | 30    | 46   | 57   | 64   | 48   | 50   | 44    | 44    | 42    | 519  |
| Источник: Climatebase.ru, Погода и климат |       |       |       |       |      |      |      |      |      |       |       |       |      |

### Экология

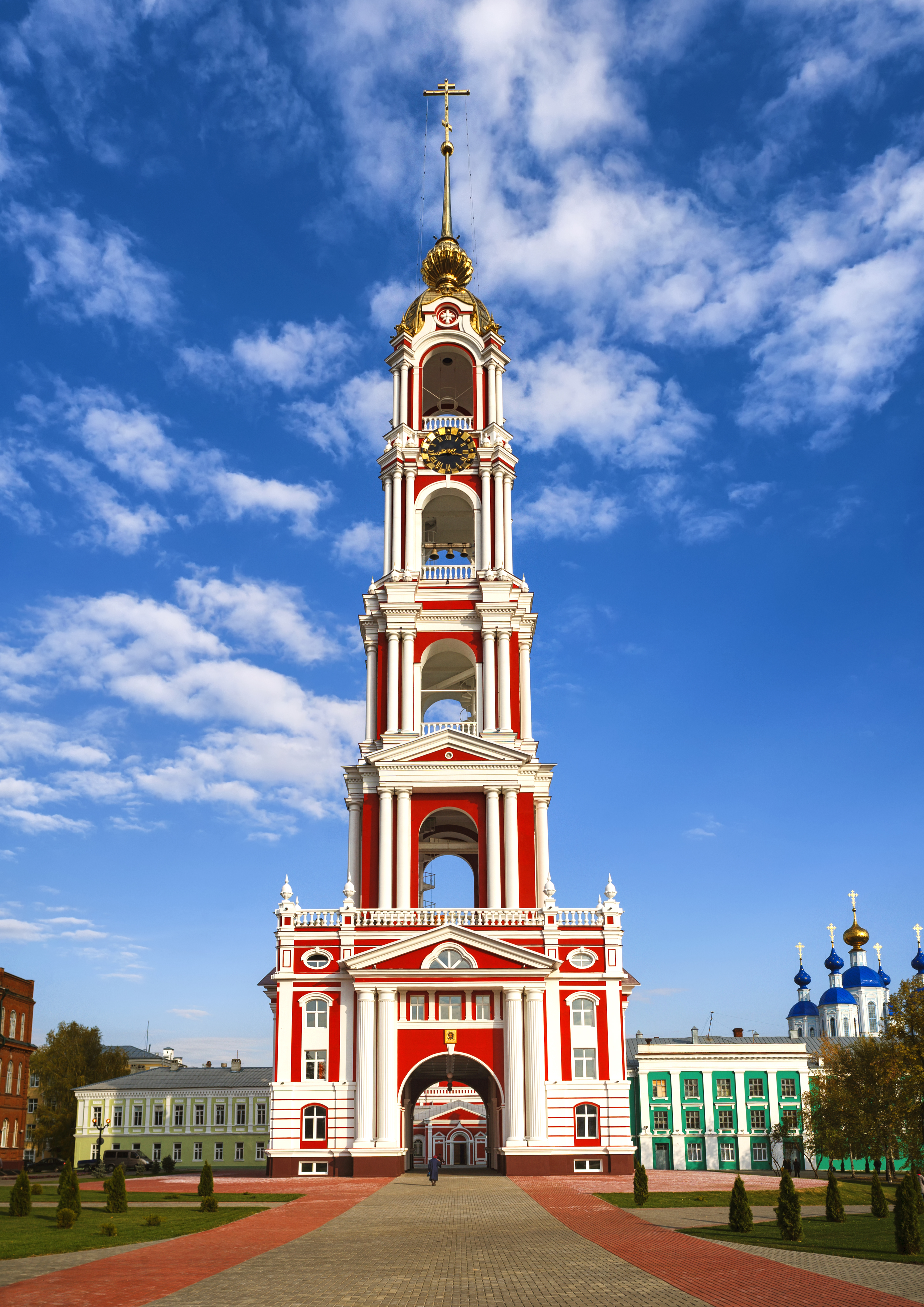
Колокольня Казанского монастыря

На территории города Тамбова действуют несколько десятков предприятий, загрязняющих окружающую среду. По данным Роспотребнадзора, в Тамбове в 2006 году в атмосферу были выпущены выбросы загрязняющих веществ массой 49 тысяч тонн. Несмотря на это, индекс загрязнения атмосферы (ИЗА) Тамбова — 4,0. Город является одним из самых экологически чистых городов России. Также на территории Тамбовской области есть мусоросортировочный завод, на котором налажена переработка полимеров в гранулы.

### Парки и скверы

Сквер Петрова

Центральный городской парк культуры и отдыха располагается в самом центре Тамбова между улицей Советской и каналом реки Цны. На территории парка располагаются многочисленные аттракционы, увеселительные заведения, танцплощадка, открытые летние эстрады, действует колесо обозрения. Из парка на противоположный берег Цны ведёт подвесной пешеходный мост.

Парк культуры и отдыха

Парк Победы — самый большой тамбовский парк, который был основан ко дню празднования шестидесятой годовщины победы в Великой Отечественной войне. Парк располагается в северной части города вдоль улицы Мичуринской. На его территории находится экспозиция боевой техники, установлен монумент «Самолёт», действует светомузыкальный фонтан. Также в парке Победы располагаются памятник Ветерану-победителю и монумент в память воинам-землякам, погибшим в Афганистане в 1979—1989 годы. В парке работает городок аттракционов и детская игровая площадка.
Лесопарк «Дружба» — крупный парковый массив, расположенный на правом берегу реки Цны. На его территории расположен лыжный стадион, благодаря чему горожане могут совершать велосипедные и пешие прогулки, кататься на коньках и лыжероллерах, а в зимнее время года заниматься лыжным спортом. Помимо этого, в парке находится два песочных поля — для волейбола и футбола, а также оборудован теннисный корт.
- Лесопарк «Дружба»

Парк Победы

- Центральный парк культуры и отдыха
- Южный парк (Ахлебиновская роща)
- Парк Музейного комплекса «Усадьба Асеевых»
- Пионерский парк
- Французский парк
- Парк 40-летия Победы
- Парк на ул. Рязанской
- Зоопарк (Зооботанический центр) ТГУ им. Г. Р. Державина
- Парк «Сочи»
- Парк им. И. В. Мичурина
- Парк «Олимпийский» — новый крупный парк в северной части города за «Центром единоборств»[15][16] строительство велось 2014—2019 г.

## Население
| 1811     | 1840     | 1856     | 1861     | 1863     | 1897     | 1913     | 1914     | 1926     | 1931     |
| -------- | -------- | -------- | -------- | -------- | -------- | -------- | -------- | -------- | -------- |
| 16 800   | →16 800  | ↗22 000  | ↗32 000  | ↗36 000  | ↗48 000  | ↗70 800  | ↗71 200  | ↗73 862  | ↗83 857  |
| 1933     | 1937     | 1939     | 1956     | 1959     | 1962     | 1967     | 1970     | 1973     | 1975     |
| ↗101 700 | ↗104 019 | ↗123 207 | ↗150 000 | ↗172 171 | ↗189 000 | ↗211 000 | ↗229 791 | ↗245 000 | ↗260 000 |
| 1979     | 1982     | 1985     | 1986     | 1987     | 1989     | 1990     | 1991     | 1992     | 1993     |
| ↗270 073 | ↗281 000 | ↗292 000 | ↗293 000 | ↗305 000 | ↘304 600 | ↗306 000 | ↗310 000 | ↗311 000 | ↗312 000 |
| 1994     | 1995     | 1996     | 1997     | 1998     | 1999     | 2000     | 2001     | 2002     | 2003     |
| ↗313 000 | ↗315 000 | ↗317 000 | ↗318 000 | ↘316 000 | ↘315 100 | ↘312 000 | ↘308 000 | ↘293 658 | ↘293 000 |
| 2004     | 2005     | 2006     | 2007     | 2008     | 2009     | 2010     | 2011     | 2012     | 2013     |
| ↘289 600 | ↘287 200 | ↘284 500 | ↘281 800 | ↘279 800 | ↘278 584 | ↗280 161 | ↗280 500 | ↗280 856 | ↗281 834 |
| 2014     | 2015     | 2016     | 2017     | 2018     | 2019     | 2020     | 2021     | 2023     | 2024     |
| ↗284 972 | ↗288 895 | ↘288 414 | ↗290 365 | ↗293 661 | ↘291 663 | ↗292 140 | ↘261 803 | ↘258 546 | ↘256 268 |
| 2025     |          |          |          |          |          |          |          |          |          |
| ↘254 940 |          |          |          |          |          |          |          |          |          |

На 1 января 2025 года по численности населения город находился на 78-м месте из 1124 городов Российской Федерации.
Демографическая ситуация в Тамбове характеризуется превышением смертности над рождаемостью. В 2009 году смертность населения превысила рождаемость в 1,5 раза. Ситуация немного улучшилась на 2010 год, но в начале 2011 снова рождаемость пошла вниз.

## Административное устройство

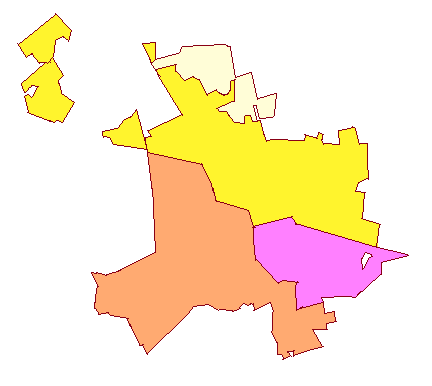
Районы города Тамбова

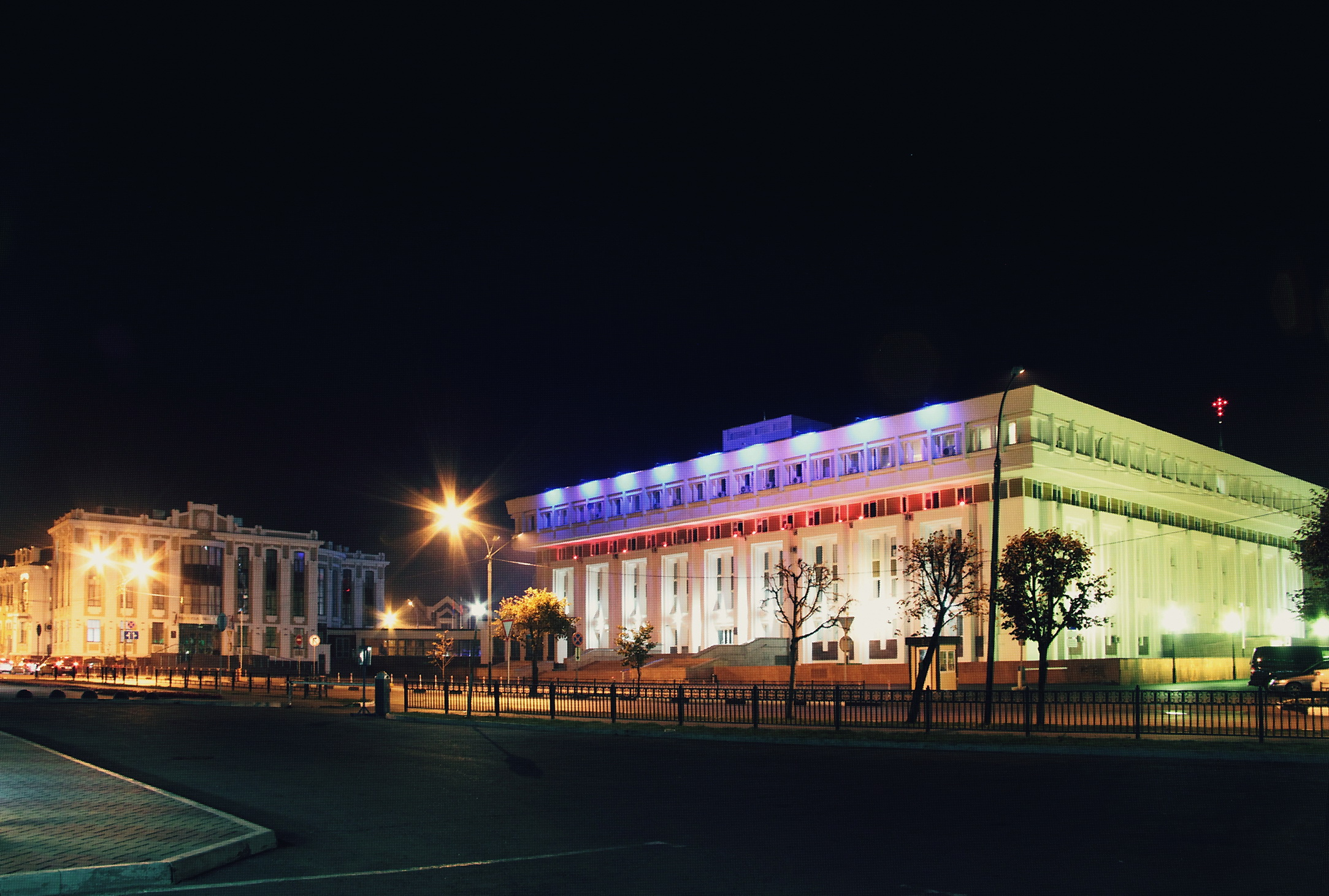
Здание Тамбовской областной думы и областной администрации

Тамбов как областной центр является самостоятельным административно-территориальным образованием — городом областного значения с подчиненной ему территорией. Вместе с 7 сельскими населёнными пунктами составляет одноимённое муниципальное образование городской округ город Тамбов.

### Административное деление
Тамбов разделён на три внутригородских района: Ленинский, Октябрьский и Советский.
Самый большой по площади район — Советский, располагающийся в юго-западной части города, а самый большой по численности населения — Октябрьский, занимающий северную часть Тамбова.
Районы города не являются муниципальными образованиями.
Город Тамбов включает микрорайоны Московский, Поликлиника имени Коваля, Аппарат, Парк Победы, Западный, Телецентр, Комсомольская площадь, Автовокзал Северный, Полынковский, Центральный, Вознесенский, Старинный, Покровский, Железнодорожный, Белый Бак, Лётный городок, Южный, Пехотка, Лада.
Также в городе на данный момент созданы три общественные префектуры — «Лётка», «Олимпийская», «Центральная».

## Органы власти и политика

### Органы местного самоуправления
Структуру органов местного самоуправления города Тамбова составляют:
- городская дума — представительный орган. Состоит из 36 депутатов, избираемых на муниципальных выборах. Срок полномочий — 5 лет
  - Тамбовская городская дума IV созыва избрана 5 июня 2005 года;
  - Тамбовская городская дума V созыва избрана 10 октября 2010 года;
  - Тамбовская городская Дума VI созыва избрана 13 сентября 2015 года;
  - Тамбовская городская Дума VII созыва избрана 14 сентября 2020 года;
- глава города — глава муниципального образования. Избирается городской Думой по результатам открытого конкурса на 5 лет и исполняет функции главы администрации города;
- администрация города — исполнительно-распорядительный орган города.
- Контрольно-счётная палата города Тамбова — орган внешнего муниципального финансового контроля.

### Главы города Тамбов с 1991 года
| ФИО                             | Название должности                                         | Начало полномочий | Начало полномочий                                                                               | Окончание полномочий | Окончание полномочий |
| ФИО                             | Название должности                                         | Дата              | Основание                                                                                       | Дата                 | Основание |
| ------------------------------- | ---------------------------------------------------------- | ----------------- | ----------------------------------------------------------------------------------------------- | -------------------- | --- |
| Коваль Валерий Николаевич       | Глава администрации города Тамбова                         | Февраль 1992      | УКАЗ ПРЕЗИДЕНТА РОССИЙСКОЙ ФЕДЕРАЦИИ (Б. Ельцин) N 115 5 февраля 1992 года                      | Февраль 1994         | Окончание срока полномочий |
| Коваль Валерий Николаевич       | Глава администрации города Тамбова                         | Март 1994         | Избран на выборах мэра г. Тамбова 1994 года                                                     | Декабрь 1996         | Окончание срока полномочий |
| Коваль Валерий Николаевич       | Глава администрации города Тамбова                         | Декабрь 1996      | Избран на выборах главы Администрации г. Тамбова 1996 года Результат на выборах: более 57 %     | Февраль 1998         | Смерть |
| Ильин Алексей Юрьевич           | Мэр города Тамбова                                         | Июнь 1998         | Избран на выборах мэра г. Тамбова 1998 года Результат на выборах: более 63,10 % (54197 голосов) | Декабрь 2001         | Окончание срока полномочий |
| Ильин Алексей Юрьевич           | Мэр города Тамбова                                         | Декабрь 2001      | Избран на выборах мэра г. Тамбова 2001 года Результат на выборах: более 57,68 % (55592 голосов) | Июнь 2005            | Окончание срока полномочий |
| Косенков Максим Юрьевич         | Исполняющий обязанности мэра города Тамбова                | Июнь 2005         | Решением депутатов городской Думы IV созыва                                                     | Август 2005          | Решением депутатов городской Думы IV созыва                                                                                               |
| Косенков Максим Юрьевич         | Глава администрации города Тамбова                         | Август 2005       | Решением депутатов городской Думы IV созыва                                                     | Апрель 2008          | Решением депутатов городской Думы IV созыва освобождён от занимаемой должности в связи с уголовным делом                                  |
| Ильин Алексей Юрьевич           | Глава города Тамбова                                       | Июнь 2005         | Решением депутатов городской Думы IV созыва                                                     | Октябрь 2010         | Окончание срока полномочий |
| Черноиванов Петр Петрович       | Глава администрации города Тамбова                         | Июнь 2008         | Решением депутатов городской Думы IV созыва                                                     | Октябрь 2010         | Отставка по собственному желанию |
| Бобров Александр Филиппович     | Исполняющий обязанности главы администрации города Тамбова | Октябрь 2010      | Решением депутатов городской Думы IV созыва                                                     | Декабрь 2010         | Решением депутатов городской Думы IV созыва                                                                                               |
| Бобров Александр Филиппович     | Глава администрации города Тамбова                         | Декабрь 2010      | Решением депутатов городской Думы IV созыва                                                     | Октябрь 2015         | Окончание срока полномочий |
| Кондратьев Алексей Владимирович | Глава города Тамбова                                       | Октябрь 2012      | Решением депутатов городской Думы V созыва                                                      | Октябрь 2015         | Прекращение полномочий в связи с постановлением главы администрации Тамбовской области о наделении полномочиями члена Совета Федерации РФ |
| Панков Дмитрий Николаевич       | Исполняющий обязанности главы города Тамбова               | Октябрь 2015      | Решением депутатов городской Думы VI созыва                                                     | Ноября 2015          | Решением депутатов городской Думы IV созыва                                                                                               |
| Рогачёв Юрий Анатольевич        | Глава города Тамбова                                       | Ноября 2015       | Решением депутатов городской Думы VI созыва                                                     | Ноября 2016          | Отставка по собственному желанию в связи с коррупционным скандалом.                                                                       |
| Алёхин Дмитрий Вячеславович     | Исполняющий обязанности главы города Тамбова               | Ноябрь 2016       | Решением депутатов городской Думы VI созыва                                                     | Март 2017            | Решением депутатов городской Думы VI созыва                                                                                               |
| Чеботарёв Сергей Алексеевич     | Глава города Тамбова                                       | Март 2017         | Решением депутатов городской Думы VI созыва                                                     | Март 2019            | Досрочное прекращение полномочий Решением депутатов городской Думы VI созыва                                                              |
| Самородин Дмитрий Александрович | Исполняющий обязанности главы города Тамбова               | Март 2019         | Решением депутатов городской Думы VI созыва                                                     | Сентябрь 2019        | Решением депутатов городской Думы VI созыва                                                                                               |
| Макаревич Наталия Владимировна  | Глава города Тамбова                                       | Сентябрь 2019     | Решением депутатов городской Думы VII созыва                                                    | Октябрь 2020         | Отставка по собственному желанию |
| Косенков Максим Юрьевич         | Временно исполняющий полномочия главы города Тамбова       | Ноябрь 2020       | Решением депутатов городской Думы VII созыва                                                    | Февраль 2022         | Решением депутатов городской Думы VII созыва                                                                                              |
| Косенков Максим Юрьевич         | Глава администрации города Тамбова                         | Февраль 2022      | Решением депутатов городской Думы VII созыва                                                    | по настоящее время   | Решением депутатов городской Думы VII созыва                                                                                              |

#### Районные органы власти
В состав Тамбовского района город не входит, но здесь располагаются районные органы власти:
- администрация Тамбовского района[68],
- Тамбовский районный совет народных депутатов[69].

#### Областные органы власти
В Тамбове также находятся органы власти Тамбовской области:
- Тамбовская областная дума,
- администрация Тамбовской области[70].

## Экономика

### Промышленность
- Газораспределительные организации:
АО «Газпром газораспределение Тамбов»;
- Лёгкая и пищевая промышленность:
АО "Тамбовское спиртоводочное предприятие «Талвис» (АО «Амбер Талвис»),
ПАО «Волковский спиртзавод»,
ПАО Кондитерская фирма «Такф»,
ПАО «Тамбовмясопродукт» (ПАО «ТАМП») (не работает, банкрот, большая часть производственных помещений снесена),
ООО Мясоперерабатывающий комбинат «Максимовский» (ООО МПК «Максимовский»),
ООО «Жупиков» — производство колбасных и мясных изделий,
ООО "МПП «на Ипподромной» — производство мясных продуктов,
ПАО «Орбита» — производство плавленых и мягких сыров, сливочного масла и майонеза,
ООО «Золотая корона» — производство майонеза, кетчупов и газированной воды (не работает),
ООО «Филье Проперти» (мясоперерабатывающий завод «Ашан»),
ПАО «Тамбовская обувная фабрика» (ПАО «ТОФ») (не работает, банкрот),
АО «Тамбовчанка»,
ООО «Тамбовский трикотаж»,
ПАО «Тамбовский хлебокомбинат»,
ПАО «Тамбовский хлебозавод»,
ООО «Тамбовский бекон»,
ПАО «Тамбовский завод железобетонных изделий» (ПАО «ТЗЖБИ») — производство стройматериалов,
ООО «ТАЗРО — Красный богатырь» (обособленное подразделение в г. Тамбове) — производство резиновой обуви;
- Машиностроительные предприятия:
АО «Завод подшипников скольжения» (АО «ЗПС») — комплектующие детали и запасные части для автомобилей и тракторов,
АО «Тамбовгальванотехника» им. С. И. Лившица (АО «ТАГАТ» им. С. И. Лившица) — группа компаний «Арти»,
АО «Агротехмаш-Т» — производство тракторов и комбайнов под маркой «Террион» (не работает, банкротство),
АО «Тамбовмаш» — разработка и внедрение средств индивидуальной защиты органов дыхания (СИЗОД); теплообменная аппаратура, ёмкостное оборудование, факельные установки для нефтеперерабатывающих заводов, дизельные установки, трубы из полиэтилена;
- Металлообрабатывающая промышленность:
ООО «Стронг Билдингс» — производство быстровозводимых зданий из металлоконструкций,
ООО «МеталлСервис» — литейное производство деталей, производство металлофасадов, кровли, металлопрофиля для гипсокартона и ПВХ-окон;
- Пригородные хозяйства:
ГУП «Племенной завод „Пригородный“ в Донском» — разведение и выращивание племенного крупного рогатого скота, производство зерна,
колхоз имени Ленина в селе Покрово-Пригородном — овощеводство, племенное свиноводство, производство молока;
- Ремонтно-технические предприятия:
Тамбовский вагоноремонтный завод — филиал АО «Вагонреммаш» (АО «ВРМ»),
ПАО «Техническое обслуживание, ремонт, рыночные услуги» (ПАО «Торрус») (авторемонтный завод) с 1993 года существует как самостоятельное предприятие и имеет 60-летний опыт работы по капитальному ремонту двигателей, узлов и агрегатов грузовых автомобилей и тракторов отечественного производства;
- Химическое машиностроение;
ООО "Завод «Тамбовполимермаш»,
АО «Тамбовский завод „Комсомолец“ им. Н. С. Артёмова» (ПАО «Завком»);
- Химическая промышленность
АО «Пигмент» (промышленная группа «Крата») — предприятие выпускает и реализует органические пигменты и красители, добавки в бензины, синтетические смолы, добавки для бетонов, готовые лакокрасочные материалы и полуфабрикатные лаки, акриловые и поливинилацетатные дисперсии, оптические отбеливатели, сульфаминовую кислоту, специальную химию для текстильного, целлюлозно-бумажного производства, производства шин,
АО «Арти-Резинопласт» (Группа компаний «Арти») — производство резинотехнических изделий,
АО «Арти-Завод» (Группа компаний «Арти») — производство средств индивидуальной защиты органов дыхания,
АО "Корпорация «Росхимзащита» — высокоёмкие химические продукты для средств защиты органов дыхания, дыхательные аппараты для экстренной защиты органов дыхания, самоспасатели, респираторы, разработка и изготовление элементов систем жизнеобеспечения пилотируемых космических кораблей и космических станций;
- Электронная промышленность
АО "Тамбовский завод «Революционный труд» (АО "ТЗ «Ревтруд»);
АО "Завод «Тамбоваппарат» (АО «Тамбоваппарат»);
АО "Тамбовский завод «Октябрь» (АО "ТЗ «Октябрь»);
Публичное акционерное общество «Тамбовский завод „Электроприбор“ (ПАО „Электроприбор“).

Объём отгруженных товаров собственного производства, выполнено работ и услуг собственными силами по обрабатывающим производствам за 2011 год 24,97 млрд рублей, в том числе: производство машин и оборудования, электрооборудования, электронного и оптического оборудования, транспортных средств и оборудования — 14,9 млрд руб., химическое производство — 3,9 млрд руб., производство пищевых продуктов, включая напитки и табак, — 3,5 млрд рублей.

### Торговля
Развитие современной торговли в городе происходит с 2005 года по настоящее время. В это время были открыты наиболее крупные гипермаркеты и торговые центры Тамбова как местного, так и федерального уровней.
На данный момент в городе работают такие торговые центры и гипермаркеты, как:
- ТРЦ „Рио“
- ЛЦ „Студенец“
- ТРЦ „Акварель“
- ТРЦ „Карнавал“
- ТЦ „Улей“
- ТРК „Галерея“
- ТРЦ „Европа“
- ТРЦ „Bravo City“
- „ЦУМ-Тамбов“
- ТЦ „Апельсин“
- ТЦ „Олимп“
- ТЦ „Континент“
- ТЦ „Юг“
- ТВЦ „Глобус“
- Гипермаркет „Ашан“
- Гипермаркет „Линия“
- Гипермаркет „Карусель“
- Гипермаркет „Магнит“
- Гипермаркет „Европа“
- Продуктовые супермаркеты „Огонёк“, „Пятёрочка“, „Бегемот“, „Эконом“, „Магнит“ и другие.

В настоящее время в городе осуществляют работу основные федеральные и местные магазины электроники:
- „М.видео“
- „Эльдорадо“
- „DNS“
- „Комдив“
- „Flashka“
- „Евросеть“
- „Связной“
- Фирменный магазин „LG“
- Фирменный магазин „Samsung“ и др.

Также функционирует „Тамбовский городской рынок“, ТЦ „Город“, а также ряд небольших местных районных рынков, в последнее время всё больше и больше вытесняемых торговыми центрами.
Помимо этого, работает большое количество магазинов строительных материалов:
- „Башня“
- „БауМаркет“
- „Аксон“
- „КемиСтрой“
- „Бонус“
- „Апельсин“
- „Улей-строй“ и др.

Международная Покровская ярмарка — крупное торгово-культурное мероприятие, проводимое ежегодно в городе Тамбове и приуроченное к празднованию Покрова Пресвятой Богородицы. Участниками ярмарки ежегодно становятся как местные ИП, так и предприниматели многих других регионов России, а также зарубежья. Традиционно ярмарка проводится на ул. Набережной с участием местных коллективов и звёзд российской эстрады.

### Гостиницы
- Гостиница „Успенская“
- Гостиница „Театральная“
- Гостиница „Бастион“
- Гостиница „Галерея“
- Гостиница „Державинская“ (до 2004 года „Толна“)
- Гостиница „Славянская“
- Турбаза „Цна“
- Гостиница „Тамбов“
- Парк-отель „Берендей“
- Гостиница „Губернская“
- Парк-отель „Амакс“ (Турист)
- Гостиница „Планета СПА“
- Гостиница „Гранд“ на ул. Карла Маркса
- Гостиница „Гранд“ на ул. Киквидзе
- Гостиница „Марсель“
- Гостиница „Уют“
- Отель „Белгравия“
- Гостиница „Спартак“

## Транспорт

### Автодороги
Город расположен на федеральной автодороге Р22 „Каспий“. Время в пути до Москвы на автомобиле около шести часов.
Альтернативный путь из Москвы по федеральной автодороге М4 „Дон“ до Ельца, далее на Липецк и Тамбов. Возможен также путь по М5 „Урал“ через Шацк и Моршанск. Также вблизи города проходят федеральные автодороги Р119 Орёл — Тамбов, Р208 Тамбов — Пенза и Р193 Воронеж — Тамбов.

### Городской

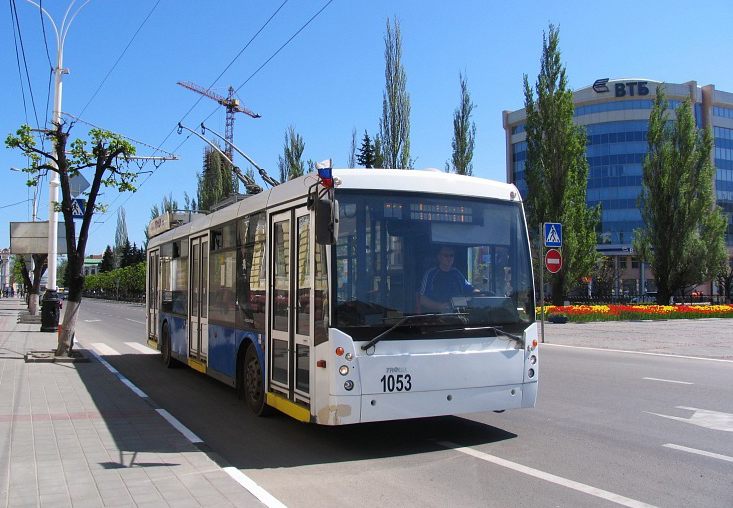
Тамбовский троллейбус

Городской транспорт представлен троллейбусами, автобусами, маршрутными микроавтобусами и такси.
5 ноября 1955 года открылось троллейбусное движение в Тамбове. Новый вид транспорта быстро обрёл популярность среди населения и до начала 1990-х годов стабильно прирастал новыми линиями и маршрутами.
После распада СССР развитие электротранспорта в Тамбове резко замедлилось, но в течение ещё двух десятилетий троллейбус играл важнейшую роль в городских перевозках.
В середине 90-х в связи с сокращением парка троллейбусов было принято решение перевести все машины в первое депо на ул. Чичканова, а на базе второго депо организовать автобусный парк. Причиной тому послужило и то, что Автоколонна 1309, ранее обслуживающая автобусные маршруты и города, и Тамбовского района, в 1997 году стала обслуживать только пригородные маршруты, а на городских маршрутах первое время работали только частные перевозчики, не согласные предоставлять льготный проезд для соответствующих категорий пассажиров. Было создано МУП „Тамбовпассажиртранс“ и организована единая автобусно-троллейбусная муниципальная компания.
Вследствие непростой экономической ситуации автобусы для „Тамбовпассажиртранса“ приобретались в основном бывшие в употреблении из Германии, и, в связи с их недостаточным количеством, обслуживали только социально важные направления. На каждом маршруте работало 1-2 муниципальных автобуса.
В 2008 году МУП „Пассажирские перевозки“ было вынуждено закрыть автобусный парк. Вскоре, после приобретения нового подвижного состава, муниципальные автобусы возобновили работу на некоторых маршрутах города. Весь муниципальный транспорт базируется в первом депо, обслуживающая организация была переименована в „Тамбовгортранс“.
2010-е годы стали наименее благоприятным периодом для тамбовского троллейбуса. Была полностью закрыта и частично снята контактная сеть в западной части города, также были закрыты либо переведено на обслуживание автобусами почти все маршруты.
Тем не менее, „Тамбовгортранс“ переживает подъём, сделав выбор в пользу газомоторных автобусов, работающих на важных городских маршрутах наравне с коммерческим транспортом.
Таким образом, практически весь объём пассажирских перевозок обслуживается автобусами.
Работают несколько десятков маршрутов.
Большинство остановок оснащаются электронным табло, указывающими время до прибытия троллейбуса, автобуса или маршрутного такси на остановку. Безопасность техники и людей на таких остановках осуществляется с помощью круглосуточного видеонаблюдения.

### Междугородный и пригородный

Автовокзал „Северный“

В городе функционирует автовокзал „Северный“, расположенный на углу улиц Мичуринской и Пролетарской. Он был открыт в 1956 году и долгое время осуществлял рейсы во многие населенные пункты области.
После открытия в 1983 году нового автовокзала „Тамбов“ на ул. Киквидзе часть маршрутов, в основном западного и южного направления, была переведена на него, а связь с северным и восточным направлениями продолжил обеспечивать автовокзал „Северный“.
В 2020 году автовокзал „Тамбов“ был закрыт. Все межмуниципальные и междугородные маршруты переведены на единственный теперь автовокзал города „Северный“, который был полностью перестроен в 2019 году.
Автовокзал связывает Тамбов с районными центрами области, а также другими регионами: Москва, Рязань, Волгоград, Тула, Пенза, Курск, Липецк, Воронеж, Тольятти, Саратов, Белгород, Курск, Орёл, Саранск, Ульяновск..
Транспортная доступность ближайшего пригорода (Тамбовский район) обеспечивается преимущественно маршрутами, имеющими конечные остановки в центре города.

### Железнодорожный

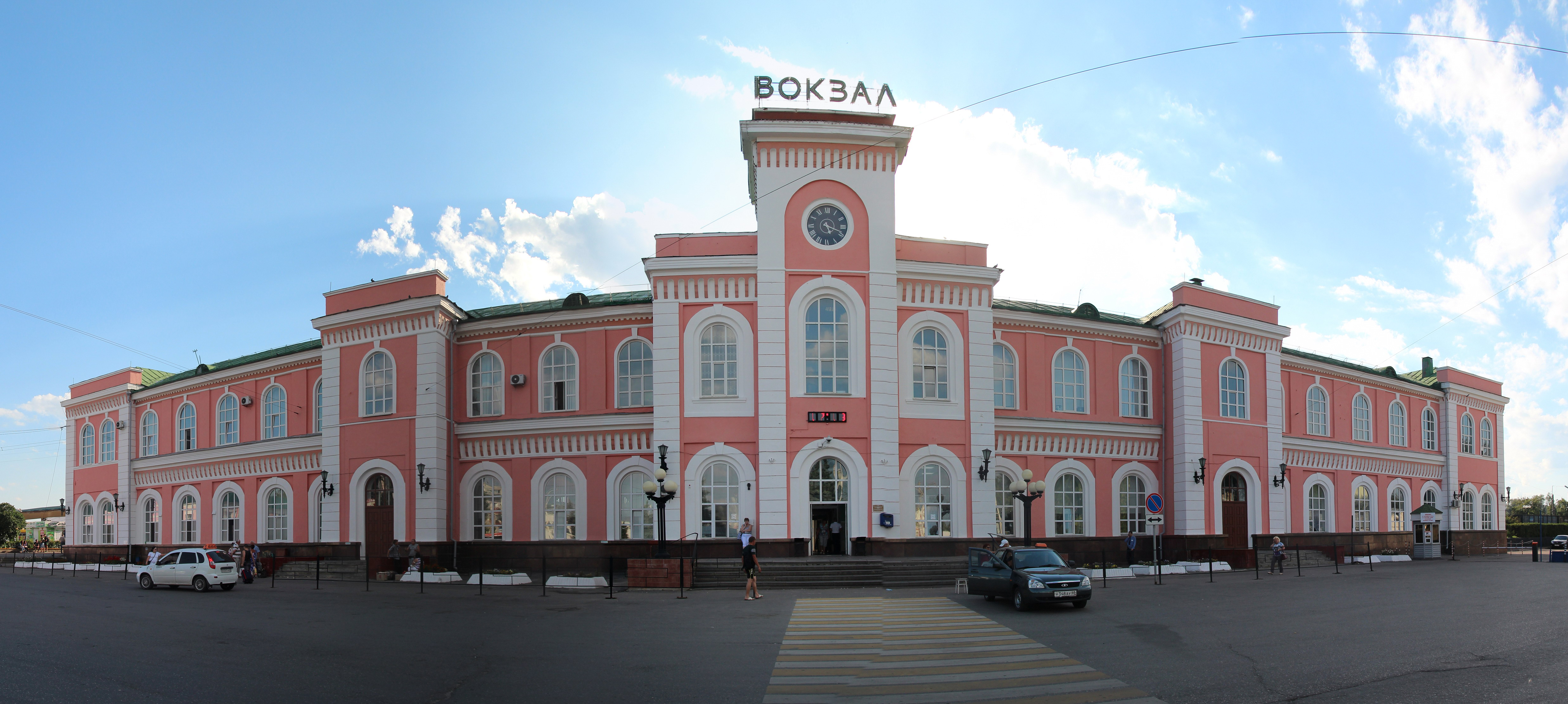
Железнодорожный вокзал станции Тамбов-»

Станция Тамбов I принадлежит Юго-Восточной железной дороге. На северо-запад идёт линия на Мичуринск, на восток и юго-восток линии на Саратов через Ртищево и на Камышин через Балашов. Электрификация отсутствует (в мае 2024 года началась поэтапная электрификация участка Ртищево — Кочетовка). Пассажирские поезда обслуживаются тепловозами ТЭП70БС локомотивного депо Ртищево. Грузовые поезда обслуживаются депо Ртищево и депо Тамбов тепловозами 2ТЭ116 и их модификациями.
Через город проходят поезда дальнего следования сообщением из Москвы в Тамбов, Саратов, Балаково, Балашов, Камышин, Астрахань, Махачкалу и Дербент.
Также возможна посадка на поезда Санкт-Петербург — Астрахань, Новосибирск — Белгород. Кроме того, есть сезонные маршруты в Краснодарский край (Адлер и Анапа). Пригородные поезда связывают областной центр с Мичуринском, Уварово (ст. Обловка), Кирсановом: ранее на этих маршрутах работали пассажирские вагоны на тепловозной тяге, в настоящее время маршруты обслуживают рельсовые автобусы.
На территории города действуют также станции пригородных поездов Цна и Радужный.
С 2015 года разрабатывается проект «Городской поезд», в рамках которого маршрут Обловка — Тамбов по будням продлевается до Сабурово. Планируется обустройство дополнительных остановок на территории Тамбова и организации маршрута, проходящего по территории Тамбовского района.
В августе 2022 года было восстановлено пассажирское сообщение между станциями Тамбов I и Тамбов II (г. Котовск).

### Авиатранспорт

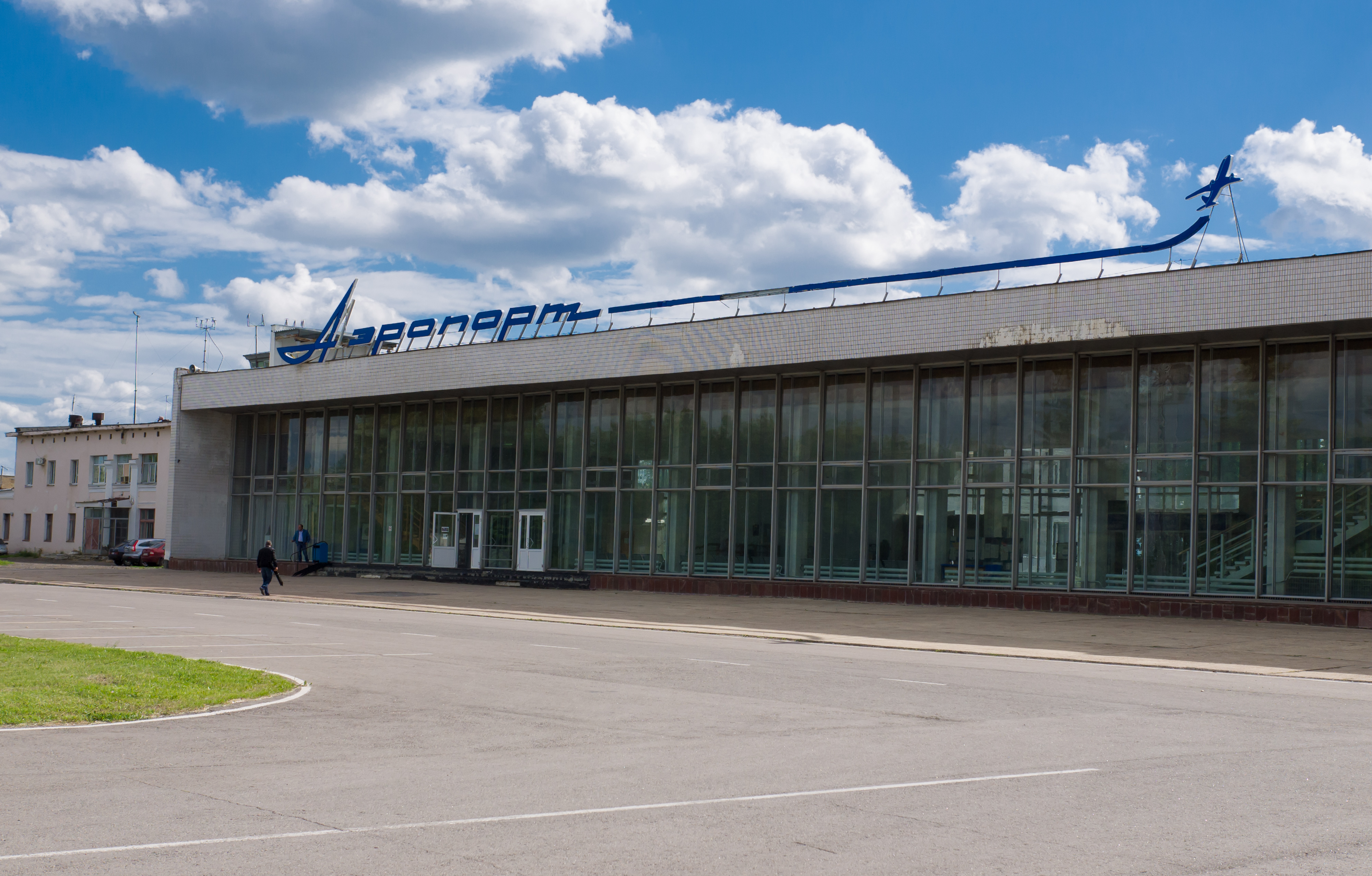
Аэропорт Тамбов

Аэропорт Тамбов расположен в 10 км северо-восточнее центра города, в селе Донском Тамбовского района. В апреле 2020 года получил статус федерального. До распада СССР тамбовский аэропорт обслуживал рейсы во многие советские города. И лишь в 2000-х, после длительного перерыва, пассажирские перевозки были возобновлены, были открыты рейсы в Москву, через несколько лет — в Санкт-Петербург и Сочи.
В настоящее время наблюдается активное развитие авиасообщения с другими регионами, доступны рейсы в Санкт-Петербург, Краснодар и Екатеринбург, Казань, Сочи и Симферополь. В ближайшее время планируется реализовать ряд крупных проектов в сфере транспорта, в планах также реконструкция аэропорта, после чего количество рейсов и география перевозок существенно возрастут.
Также на территории Тамбова расположен военный аэродром 27-го смешанного авиационного полка 43-го центра боевого применения и переучивания лётного состава командования дальней авиации.

## Здравоохранение

### Больницы
- ТОГБУЗ «ГКБ № 3 г. Тамбова»
- № 4 гор. стационар.
- № 4 городская.
- ГБУЗ «Тамбовская областная детская клиническая больница»[76]
- Детская городская.
- Центральная районная.
- Тамбовское областное ГБУЗ «Городская клиническая больница имени Архиепископа Луки г. Тамбова»[77]
- Инфекционная.
- ГБУЗ «ТОКБ им. В. Д. Бабенко»
- Офтальмологическая.
- Психиатрическая.
- МНТК «Микрохирургия глаза»
- Филиал № 9 ФГКУ «1586 военный клинический госпиталь» МО РФ
- Государственное бюджетное учреждение здравоохранения «Тамбовский областной онкологический клинический диспансер»

### Поликлиники
- Поликлиника областная.
- Поликлиника № 1 городская.
- Поликлиника № 1 детская.
- Поликлиника № 2 городская.
- Поликлиника № 2 детская.
- Поликлиника № 3.
- Поликлиника № 4 городская.
- Поликлиника № 4 детская.
- Поликлиника № 5 городская.
- Поликлиника № 6 городская.
- Поликлиника «Автомобилист»
- Детская поликлиника им. В. Н. Коваля.
- Поликлиника Узловой станции Тамбов.
- Районная поликлиника (п. Строитель).
- Тамбовское областное государственное бюджетное учреждение здравоохранения «Городская детская стоматологическая поликлиника г. Тамбова»

### Станции
- Переливания крови, обл.
- Скорой медицинской помощи.

### Стом. поликлиники
- Стом. пол. № 2 городская
- Стом. пол. № 3
- Детская.

### Санатории
- Кардиологический санаторий.
- Детский санаторий «Исток».

### Ветеринария
- Ветеринарная клиника «Друг»[источник не указан 1470 дней]
- Центр здоровья животных «Атерис»[источник не указан 1470 дней]
- Ветеринарная клиника «Зоомир Регион»[78][нет в источнике]
- Ветеринарная клиника «Вета»[79][неавторитетный источник]
- Ветеринарный кабинет «Добрый доктор»[источник не указан 1470 дней]
- Ветеринарная клиника «Белый клык»[источник не указан 1470 дней]
- Тамбовская городская станция по борьбе с болезнями животных[80]

## Образование

### Высшее образование

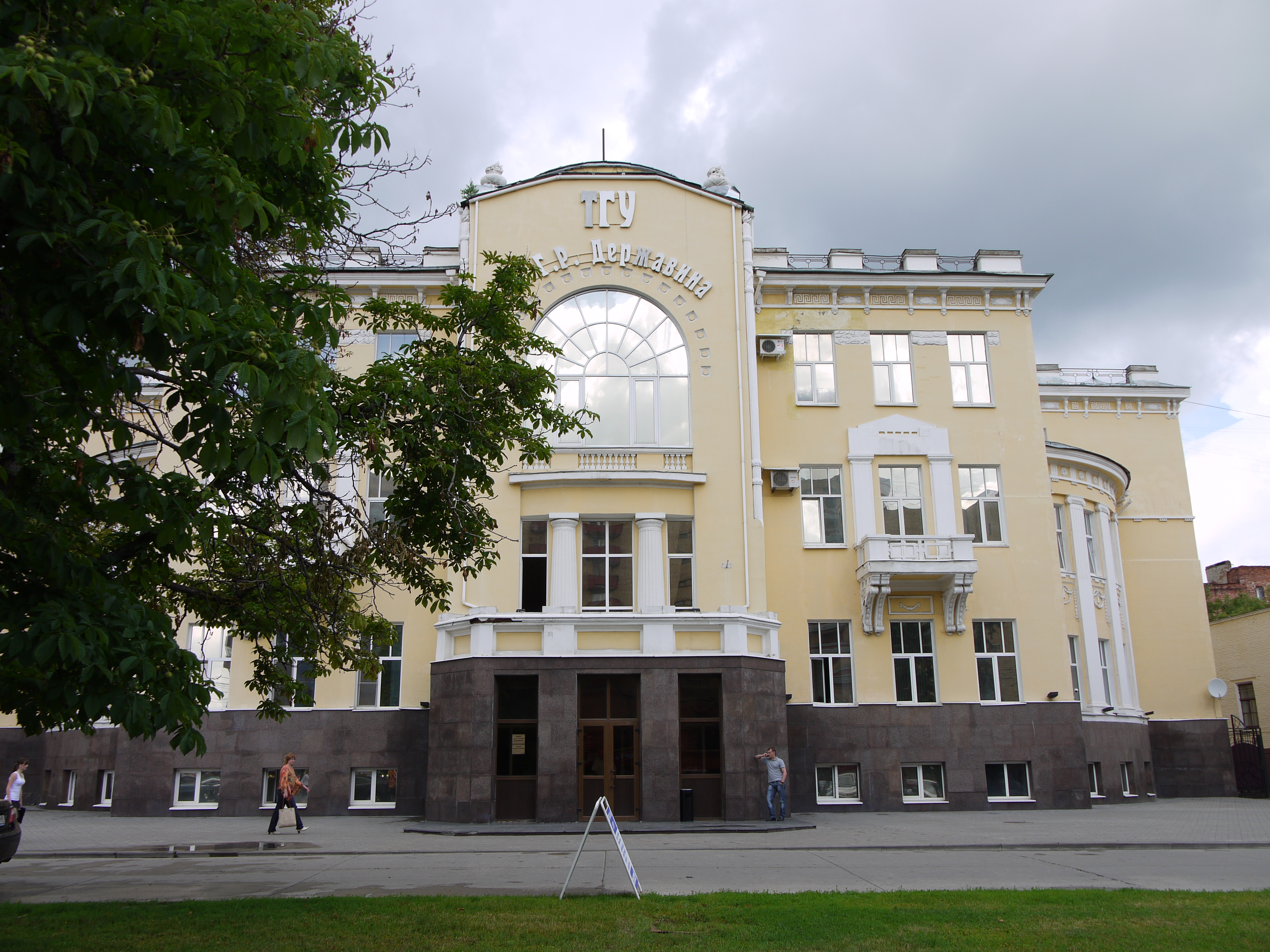
Главный корпус ТГУ им. Г. Р. Державина

- Тамбовский государственный университет имени Г. Р. Державина (ТГУ)Главный корпус ТГУ им. Г. Р. Державина
- Тамбовский государственный технический университет (ТГТУ, ранее — ТИХМ)
- Тамбовский государственный музыкально-педагогический институт имени С. В. Рахманинова (ТГМПИ)

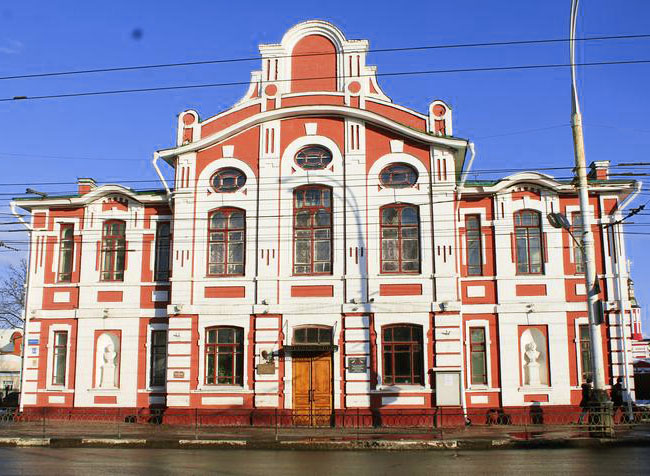
Тамбовский Музыкально-педагогический институт им. Рахманинова

- Тамбовский филиал Российской академии народного хозяйства и государственной службы при Президенте РФ (РАНХиГС), ранее ПАГС и ОРАГСГлавный корпус ТГТУ

Главный корпус ТГТУ

- Тамбовский филиал Московского государственного института культуры (МГИК, ранее — МГУКИ)
- Тамбовский филиал Мичуринского государственного аграрного университета (МичГАУ)
- Тамбовский Музыкально-педагогический институт им. РахманиноваТамбовский филиал Российского нового университета (РосНОУ)
- Тамбовский филиал Московского финансово-промышленного университета «Синергия»
- Тамбовский филиал Международного института экономики и права (МИЭП)
- Тамбовский филиал Московского нового юридического института (МНЮИ)
- Тамбовский филиал Современной гуманитарной академии (СГА)
- Тамбовский филиал Академического правового института (АПИ), бывш. Тф МосУ МВД РФ
- Тамбовский филиал Института профессиональных инноваций (ИПИ)

### Среднее профессиональное образование
- Колледж торговли, общественного питания и сервиса
- Кооперативный техникум Тамбовского облпотребсоюза
- Многопрофильный колледж имени И. Т. Карасёва
- Педагогический колледж
- Политехнический колледж
- Приборостроительный колледж
- Строительный колледж
- Тамбовский бизнес-колледж
- Тамбовский железнодорожный техникум — Филиал РГУПС[81] (до 2018 года был филиалом МИИТ)[82]
- Тамбовский колледж искусств
- Тамбовский колледж социокультурных технологий
- Тамбовский областной медицинский колледж
- Тамбовский политехнический техникум им. М. С. Солнцева
- Техникум отраслевых технологий
- Техникум экономики и предпринимательства

### Среднее образование
- Средняя школа № 1
- Средняя школа № 2
- Средняя школа № 4
- Средняя школа № 5 имени Ю. А. Гагарина
- Лицей № 6
- Гимназия № 7 им. святителя Питирима, епископа Тамбовского
- Средняя школа № 9
- Средняя школа № 11
- Гимназия № 12 им. Г. Р. Державина
- Центр образования № 13 имени Героя Советского Союза Н. А. Кузнецова
- Лицей № 14 им. Заслуженного учителя РФ А. М. Кузьмина
- Лицей № 21
- Средняя школа № 22 с углублённым изучением отдельных предметов
- Средняя школа № 24
- Средняя школа № 26
- Лицей № 28 имени Н. А. Рябова
- Лицей № 29
- Средняя школа № 30
- Средняя школа № 31
- Средняя школа № 33
- Средняя школа № 35
- Средняя школа № 36

Кадетская школа-интернат «Многопрофильный кадетский корпус»

## Наука
- Всероссийский научно-исследовательский институт использования техники и нефтепродуктов в сельском хозяйстве[83]
- Экологический научно-образовательный центр ТГУ им. Г. Р. Державина (зоопарк) — расформирован
- Научно-исследовательский институт медико-информационных реабилитационных технологий (НИИ МИРТ)
- Тамбовский научно-исследовательский институт радиотехники «Эфир» (ТНИИР «ЭФИР»)
- Тамбовский научно-исследовательский институт сельского хозяйства
- Тамбовский инновационно-технологический центр машиностроения (ТИТЦМ)
- Тамбовский филиал Научно-исследовательского центра фармакотерапии (НИЦФ)
- Тамбовский детский технопарк «Кванториум»[84]

## Культура

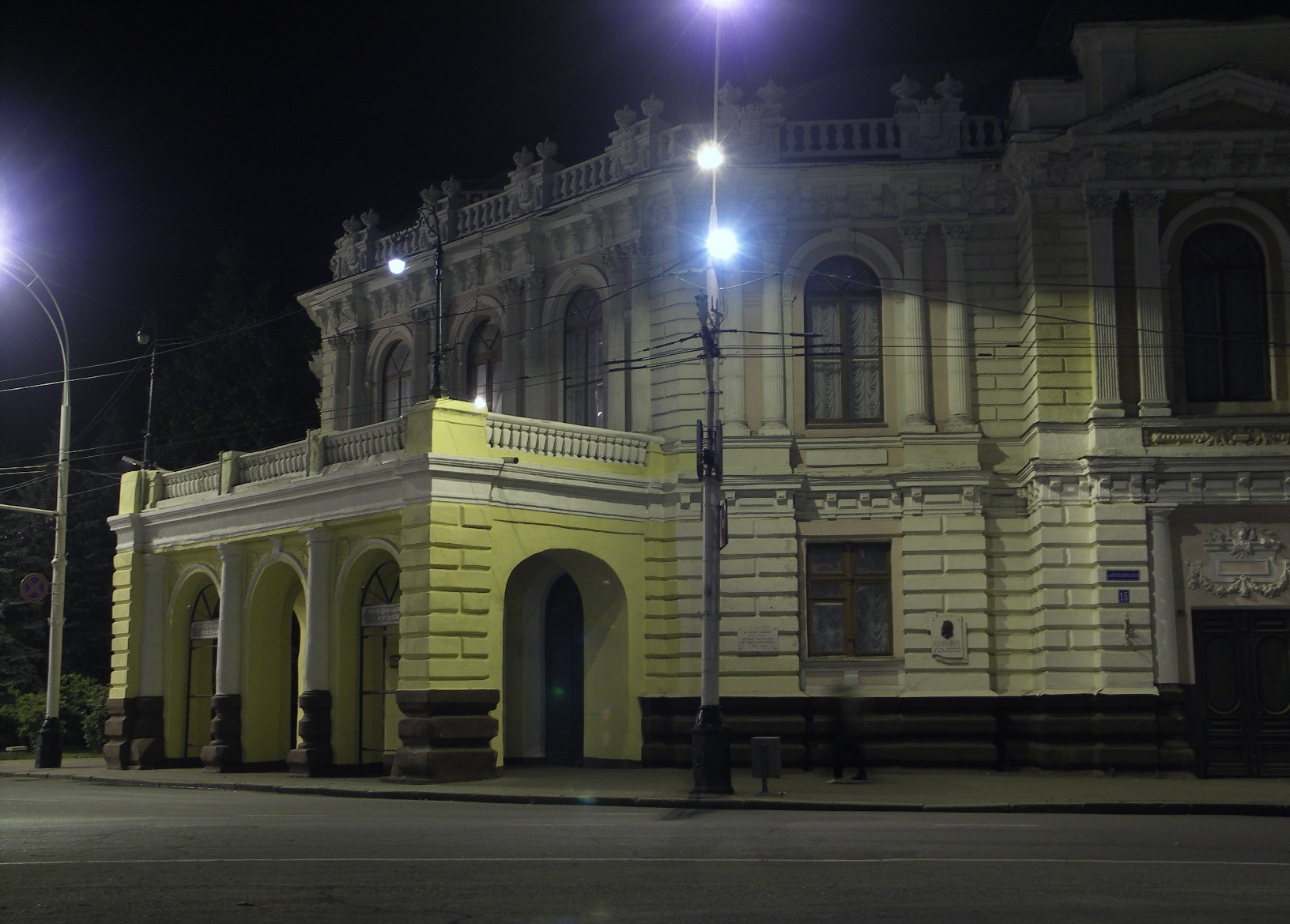
Тамбовский государственный театр драмы

### Театры и концертная деятельность
- Тамбовский государственный драматический театр
- Тамбовский государственный театр кукол
- Тамбовский молодёжный театр[85]
- Театр юного зрителя ТГУ им. Г. Р. Державина[86]
- Концертный зал областной филармонии
- Музыкальный театр Владислава Юрьева[87]
- Государственный ансамбль бального танца Тамбовской области «Цвета радуги»[88]
- Государственный академический ансамбль песни и танца Тамбовской области «Ивушка»[89]
- Рок-фестиваль «Чернозём». Проходил в 2015—2019 г. на окраине Тамбова у Татарского вала

### Музеи и галереи
- Тамбовский областной краеведческий музей
- Музейно-выставочный центр Тамбовской области. В январе 2017 года в отдельном зале центра открылся литературно-музыкальный салон[90]
- Тамбовская картинная галерея
- Музей истории медицины Тамбовской области
- Музейный комплекс «Усадьба Асеевых» (филиал ГМЗ «Петергоф»)[91]
- Дом-музей Г. В. Чичерина
- Комната-музей А. Н. Лодыгина на заводе «Комсомолец»
- Частный литературно-художественный музей Сергея Денисова
- Музей автотранспорта в Тамбовском политехническом техникуме им. М. С. Солнцева
- Музей истории Тамбовского вагоноремонтного завода
- Музей истории Тамбовской почты
- Музей святителя Луки — историко-мемориальный музей, открытый 13 октября 2018 года, в доме по ул. Комсомольской, 9 (объекте историко-культурного наследия регионального значения), где с 1944 по 1946 годы жил архиепископ Лука. Презентация мемориальной части музея состоялась ранее — в октябре 2017 года[92]
- Литературный музей-салон — открыт в декабре 2012 года в Институте филологии ТГУ имени Г. Р. Державина[93]
- Геологический музей — открыт (после реконструкции) в феврале 2014 года на базе Института естествознания ТГУ имени Г. Р. Державина[94]

### Библиотеки

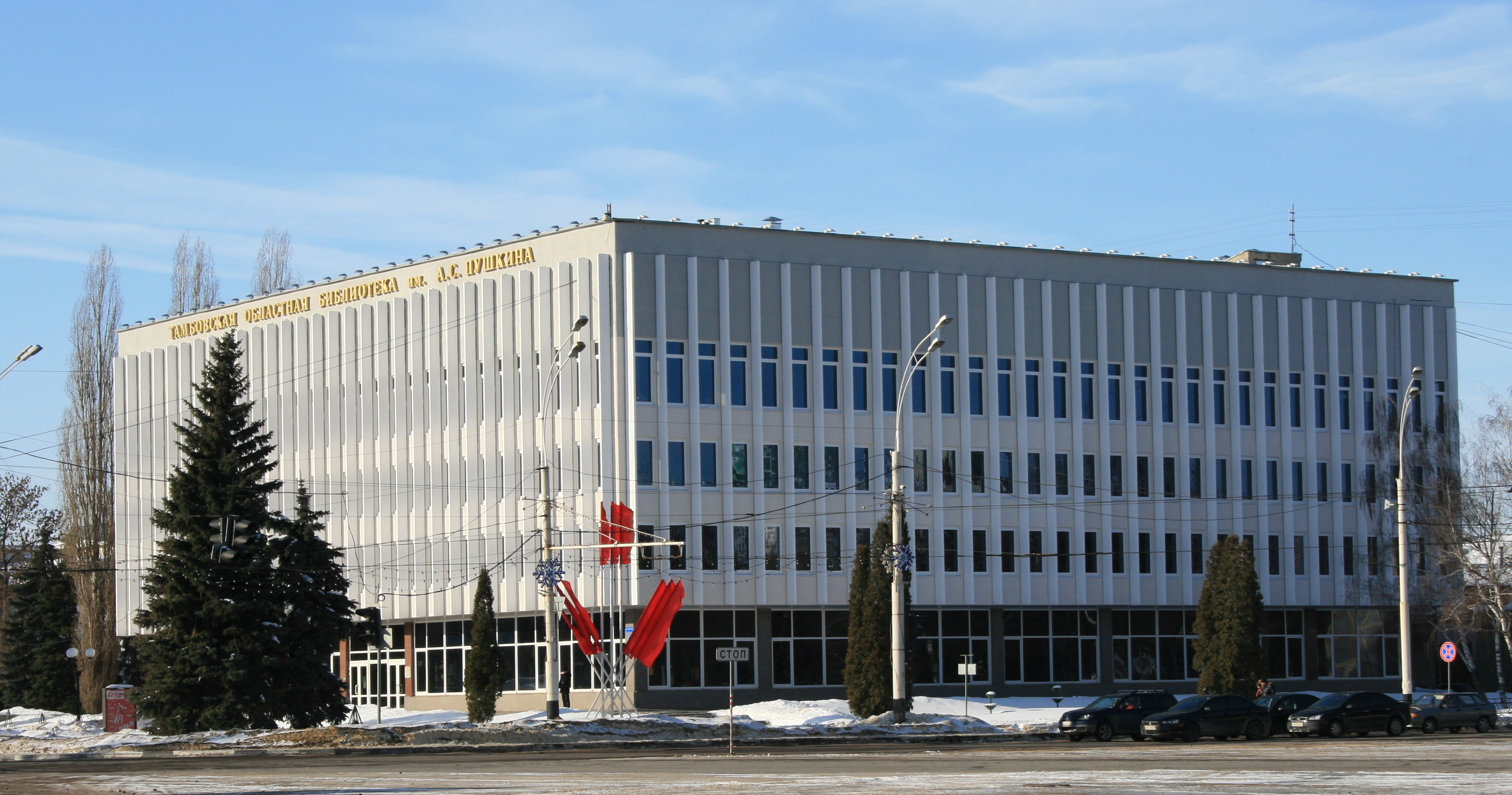
Тамбовская областная библиотека им. А. С. Пушкина

- Тамбовская областная универсальная научная библиотека им. А. С. Пушкина
- Центральная городская библиотека им. Н. К. Крупской
- Тамбовская областная детская библиотека
- Центральная детская библиотека им. С. Я. Маршака
- Тамбовская областная специальная библиотека для слепых им. Н. А. Островского
- Научная медицинская библиотека
- Библиотека № 1 им. К. В. Плехановой
- Библиотека № 2 им. М. Ю. Лермонтова
- Библиотека № 3 им. И. В. Шамова
- Библиотека № 4 им. А. С. Новикова-Прибоя
- Библиотека № 5 им. А. П. Чехова
- Библиотека № 7 им. В. А. Кученковой
- Библиотека № 8
- Библиотека № 9 им. И. А. Крылова
- Библиотека № 10 им. А. П. Гайдара
- Библиотека № 11 им. В. В. Маяковского
- Библиотека № 12 им. Н. А. Некрасова
- Библиотека № 13
- Библиотека № 14
- Библиотека № 16
- Библиотека № 20
- Библиотека № 22 им. Е. А. Баратынского

### Дворцы и дома культуры
- Дворец культуры «Юбилейный»
- Дом культуры "Знамя труда"
- Дом культуры «Электрон»
- Культурно-досуговый центр «Мир»

### Кинематограф
В городе действуют кинотеатры «Киномакс-Акварель», «Синема стар», «Мон Синема» и культурно-досуговый центр «Мир».
Художественные фильмы, снимавшиеся в Тамбове и окрестностях:
- «Судьба человека» (1959) — первый фильм Сергея Бондарчука как режиссёра. Съёмки в городе проходили летом 1958 года. Сцена «Прощание с семьёй» снималась на перроне Тамбовского ж-д вокзала, сцена «Беженцы» с участием тамбовчан в массовке — близ Татарского вала, где сейчас располагается автовокзал «Тамбов»;
- «Нежность к ревущему зверю» (1982). Часть полётов самолёта «Ту-134 УБЛ» снимали на аэродроме ТВВАУЛ в 1981 году;
- «Мальчик хочет в Тамбов» (1997) Музыкальный клип М. Насырова;
- «Парижане» (2006). Съёмки с участием Пьера Ришара проходили недалеко от города в селе Тулиновка в октябре 2005 года;
- «Жила-была одна баба» (2011). Съёмки в 2008—2009 гг.
- Стендап под прикрытием (2021);
- Брат 3 (2022—2023).

Люди кино, родившиеся, жившие или работавшие в Тамбове и области :
- Лев Кулешов — кинорежиссёр, теоретик кино, один из создателей ВГИК, родился в Тамбове
- Владимир Зельдин — актёр, родился в Мичуринске
- Олег Фомин — актёр и режиссёр, родился в Тамбове
- Анатолий Лобоцкий — актёр, родился в Тамбове
- Галина Петрова — актриса, родилась в Тамбове
- Ольга Яковлева — актриса, родилась в Тамбове
- Вячеслав Рогожкин — сценарист, родился в Тамбове
- Александр Леньков — актёр, родился в Рассказове
- Елена Лядова — актриса, родилась в Моршанске
- Александр Яценко — актёр, учился в Тамбове
- Александра Завьялова — актриса
- Надежда Маркина — актриса, родилась в Дмитриевке Никифоровского района
- Виктор Степанов — актёр, учился в Тамбове, работал в 1980-х в тамбовском театре
- Иван Марин — актёр, работал в тамбовском театре
- Лидия Коренева — актриса, родилась в Тамбове
- Николай Вирта — писатель и сценарист, родился в с. Каликино Тамбовской губернии
- Анатолий Берладин — актёр, работал в тамбовском театре
- Александр Лёвшин — кинорежиссёр, входил в группу ассистентов С. М. Эйзенштейна «Железная пятерка», родился в с. Никольское Тамбовского уезда Тамбовской губернии
- Лолита Милявская — актриса, певица и телеведущая, закончила Тамбовский филиал Московского государственного института культуры

## Спорт

### Сооружения
- Дворец спорта «Антей».
- Ледовая арена «в Радужном».
- Ледовый дворец «Кристалл»

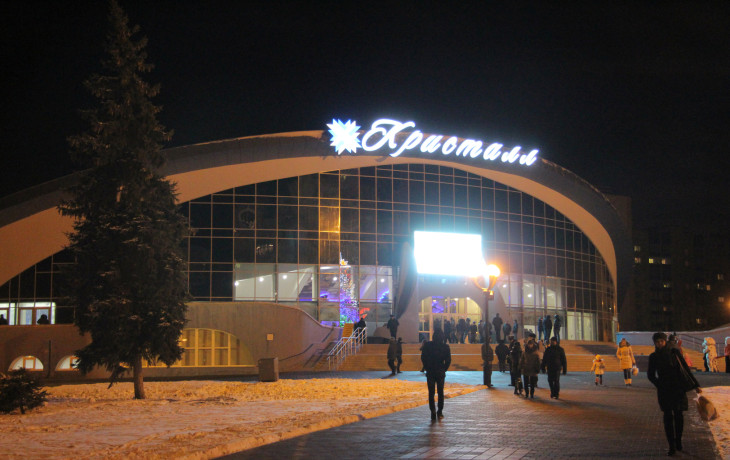
Ледовый дворец спорта «Кристалл»

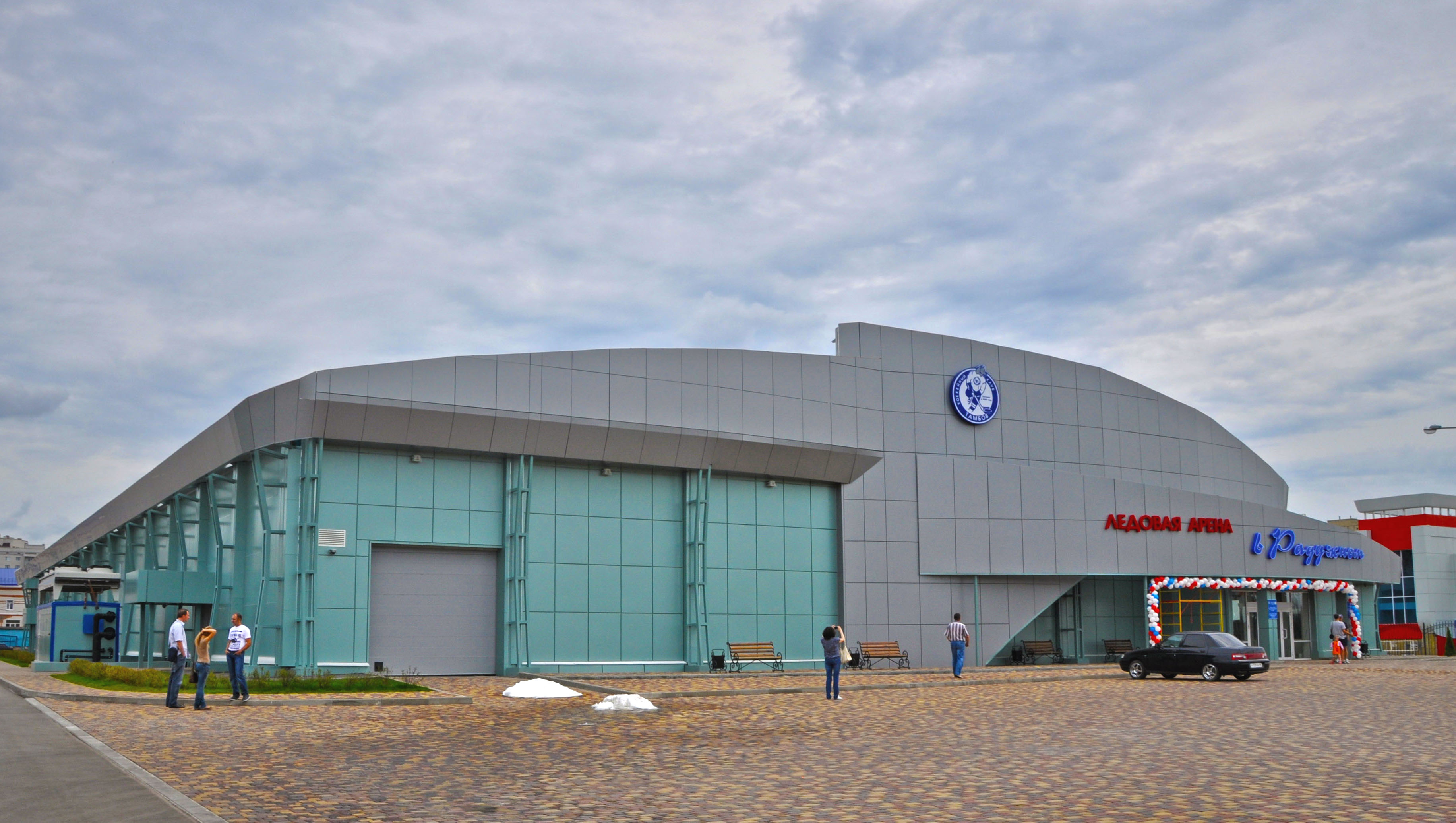
Ледовая арена «В Радужном»

- Спортивно-тренировочный центр «Тамбов»
- Учебно-спортивный комплекс «Бодрость».
- Бассейн «Надежда»
- Бассейн «Дельфин».
- Центр горнолыжного спорта.
- Стадион «Спартак».
- Стадион «Динамо».
- Стадион «Локомотив» (Региональный центр подготовки футболистов «Академия футбола»).
- Стадион «Антей».
- Стадион ТГТУ.
- Лыжный стадион в лесопарке «Дружба»

### Профессиональные клубы
- Баскетбольный клуб «Тамбов»
- Хоккейный клуб «Тамбов»
- Волейбольный клуб «Тамбовчанка»
- Волейбольный клуб «Тамбов»
- Футбольный клуб «Спартак», создан на базе спортивной школы олимпийского резерва № 1 «Академия футбола»[97]

## Средства массовой информации
Стараниями Ивана Рахманинова в Старой Казинке и была открыта типография, в которой были отпечатаны четыре тома сочинений Вольтера, ранее не публиковавшиеся в России. Характер этих произведений был таков, что Екатерина II приказала типографию закрыть, а книги конфисковать. Но мятежный и свободолюбивый издатель сумел всё же выполнить обещание, данное им в молодые годы: «Моему Отечеству трудами моими по возможности доставлять полезные книги».
Сегодня в области зарегистрировано свыше ста периодических печатных изданий, различных форм собственности.

### Пресса
Газеты Тамбова тематически охватывают спектр от серьёзных информационно-аналитических до развлекательных и рекламных изданий. Периодика общественно-политической направленности представлена в основном областными, районными и городскими общественно-политическими газетами, издаваемыми с финансовым участием государственных органов власти и органов местного самоуправления.

### Интернет-СМИ
Официально зарегистрированные Интернет-СМИ — информационный портал «Твой Тамбов», информационные агентства «Онлайн Тамбов.ру», «Тамбов-информ», спортивное информационное агентство «Тамбовспорт», портал «Vtambove.ru». ТОП68 — Тамбовский областной портал региональных СМИ. Старейшее региональное издание, газета «Тамбовская жизнь», так же существует в формате сетевого издания. Среди прочих следует назвать «Блокнот Тамбов», имеющий самую большую аудиторию в Instagram (60+ тысяч подписчиков) и Telegram (6600+ подписчиков) среди Интернет-СМИ, информационное агентство «Тамбовский репортёр» с самым комментируемым телеграм-каналом, а также оппозиционное СМИ «Твёрдый знак».
Другие Интернет-СМИ, освещающие жизнь Тамбовской области, представлены соответствующими разделами федеральных изданий, таких как «Комсомольская правда — Воронеж-Чернозёмье», «Аргументы и факты — Тамбов», «Московский комсомолец в Тамбове» и т. д.
Существуют информационные группы в социальной сети «ВКонтакте».

### Телевидение
Существует в Тамбове с 1960 года.
В настоящее время на территории Тамбовской области функционирует региональная сеть телевизионного и радиовещания. Передающие телевизионные и радиовещательные станции расположены в городах и районных центрах Тамбовской области. В Тамбове ведут регулярные эфирные телевизионные передачи филиал ВГТРК «Государственная телерадиовещательная компания „Тамбов“», ТРК «Тамбовская губерния», телекомпании «Олимп», «Всё для вас». Обеспечивают эфир программами собственного производства восемь районных телекомпаний.
В Тамбове доступны 20 цифровых (DVB-T2) телеканалов: в 2013 году был запущен первый мультиплекс цифрового телевидения на 46 ТВК (674 МГц), а в 2015 году — второй мультиплекс на 56 ТВК (754 МГц). ГТРК «Тамбов» вещает в рамках региональных окон на телеканалах Россия 1 и Россия 24. Телеканал «Новый век» вещает в рамках региональных окон на ОТР, а также на 21 кнопке кабельных операторов. Телекомпания «Олимп» вещает в кабельных сетях на телеканале «Продвижение-Тамбов».

### Радиостанции
Тамбовский радиотелецентр РТРС транслирует 14 радиостанций в диапазоне УКВ-2: «Радио России», «Радио Маяк», Новое Радио, «Наше радио», «Радио Ваня», «Европа Плюс», «Авторадио», «Дорожное радио», «Русское радио», «Детское радио», «Ретро FM», «Love Radio».
Список доступных и планируемых радиостанций в городе:
| Частота МГц  | Название                       | Дата начала вещания |
| ------------ | ------------------------------ | ------------------- |
| 1 кнопка РТС | «Радио России» / «ГТРК Тамбов» |                     |
| 89,8 МГц     | «Радио Маяк»                   | 15.08.2016          |
| 90,2 МГц     | «Маруся FM»                    | 01.11.2023          |
| 90,9 МГц     | «Радио Дача»                   | 30.05.2016          |
| 91,3 МГц     | «Наше радио»                   | 26.07.2013          |
| 91,8 МГц     | «Вести FM»                     | 16.06.2020          |
| 95,9 МГц     | «Юмор FM»                      | 27.09.2019          |
| 96,4 МГц     | «Радио Комсомольская правда»   | 11.10.2021          |
| 99,1 МГц     | «Радио Пи FM»                  | 31.03.2021          |
| 99,5 МГц     | «Global FM»                    | 07.05.2020          |
| 99,9 МГц     | «Радио Вера»                   | 30.03.2023          |
| 100,3 МГц    | «Радио 7 на семи холмах»       | 26.10.2016          |
| 100,9 МГц    | «Радио России» / «ГТРК Тамбов» | 19.09.2016          |
| 101,4 МГц    | «Радио Искатель»               | 20.06.22            |
| 101,8 МГц    | «Радио ENERGY»                 | 16.07.18            |
| 102,4 МГц    | «Love Radio»                   | 12.08.2003          |
| 102,9 МГц    | «Авторадио»                    | 17.05.2004          |
| 103,4 МГц    | «Европа Плюс»                  | 21.11.2014          |
| 103,9 МГц    | «Новое радио»                  | 25.11.2020          |
| 104,4 МГц    | «Ретро FM»                     | 05.2009             |
| 104,9 МГц    | «Детское радио»                | 27.04.2012          |
| 105,9 МГц    | «Русское радио»                | 04.2009             |
| 106,4 МГц    | «Дорожное радио»               | 04.2008             |
| 107,4 МГц    | «Радио Шансон»                 | 01.06.2016          |
| 107,9 МГц    | «Радио Гордость»               | 01.07.2024          |

## Связь
Услуги сотовой связи предоставляют такие операторы, «МТС», «Вымпелком» («Билайн»), «МегаФон» и «Tele2», Ростелеком (до 1 апреля 2011 года — ОАО «ЦентрТелеком» («Tambov GSM»), Тинькофф мобайл, Сбермобайл.

### Интернет
В сфере предоставления доступа в Интернет в Тамбове выделяются следующие интернет-провайдеры:
- Ростелеком (ПАО «Ростелеком») — интернет по технологиям FTTB, PON, телевидение, телефония
- МТС («Мобильные ТелеСистемы») — интернет по технологиям FTTB, телевидение
- Ланта — интернет по технологиям FTTB и FTTH, телевидение, телефония, видеонаблюдение
- Зелёная точка — интернет по технологиям FTTB и FTTH, телевидение, телефония, видеонаблюдение
- ТТК (ЗАО "Компания ТрансТелеКом)— интернет по технологиям FTTB, телевидение.
- Атлас Телеком
- Yota

## Религия

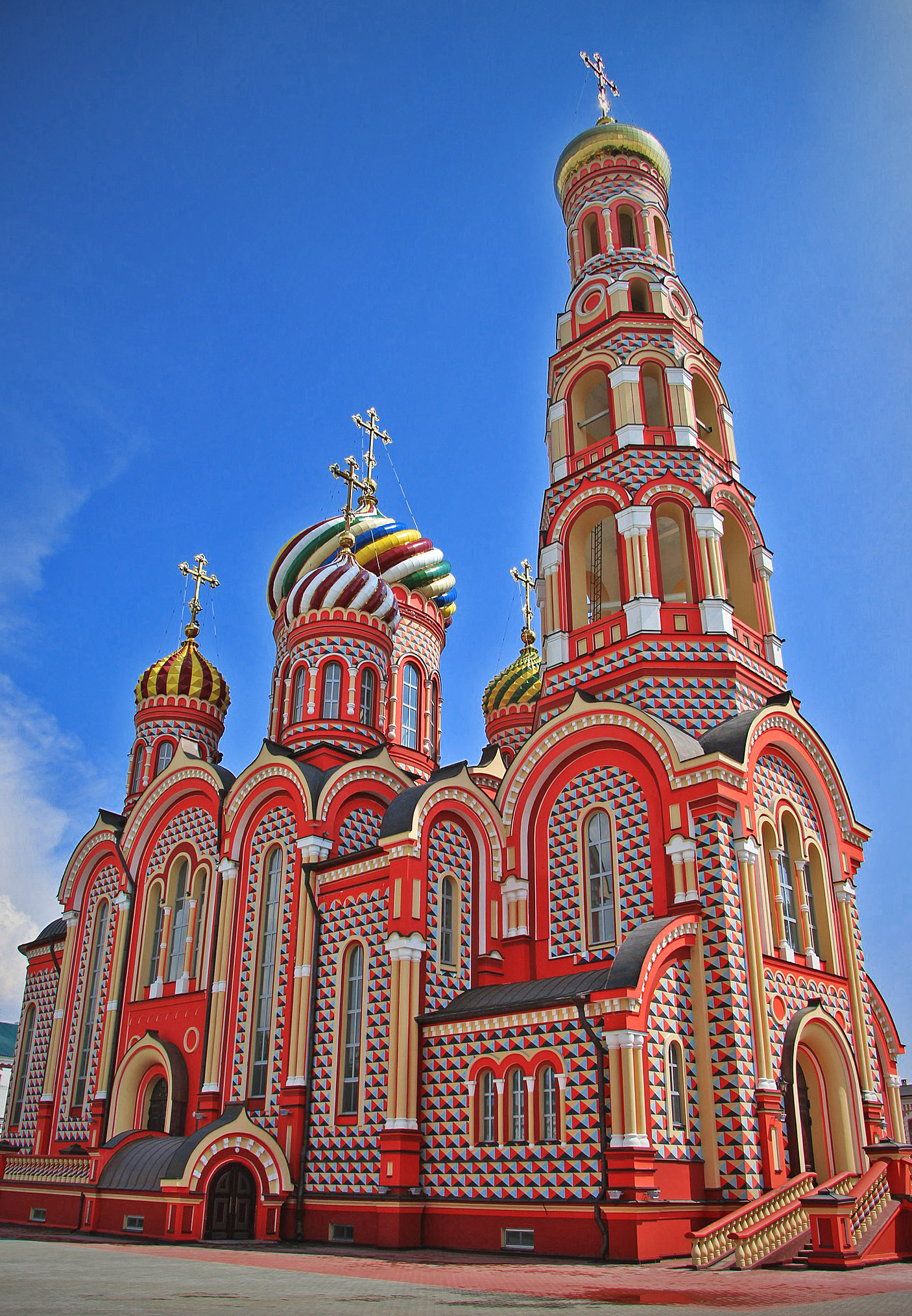
Вознесенский собор

В основной массе религиозные группы в Тамбове представлены православными. Также имеются церкви католиков, пятидесятников, баптистов, евангелистских христиан; а также мусульманский молельный дом, строится храм Армянской апостольской церкви.

Римско-католический костёл Воздвижения креста в Тамбове

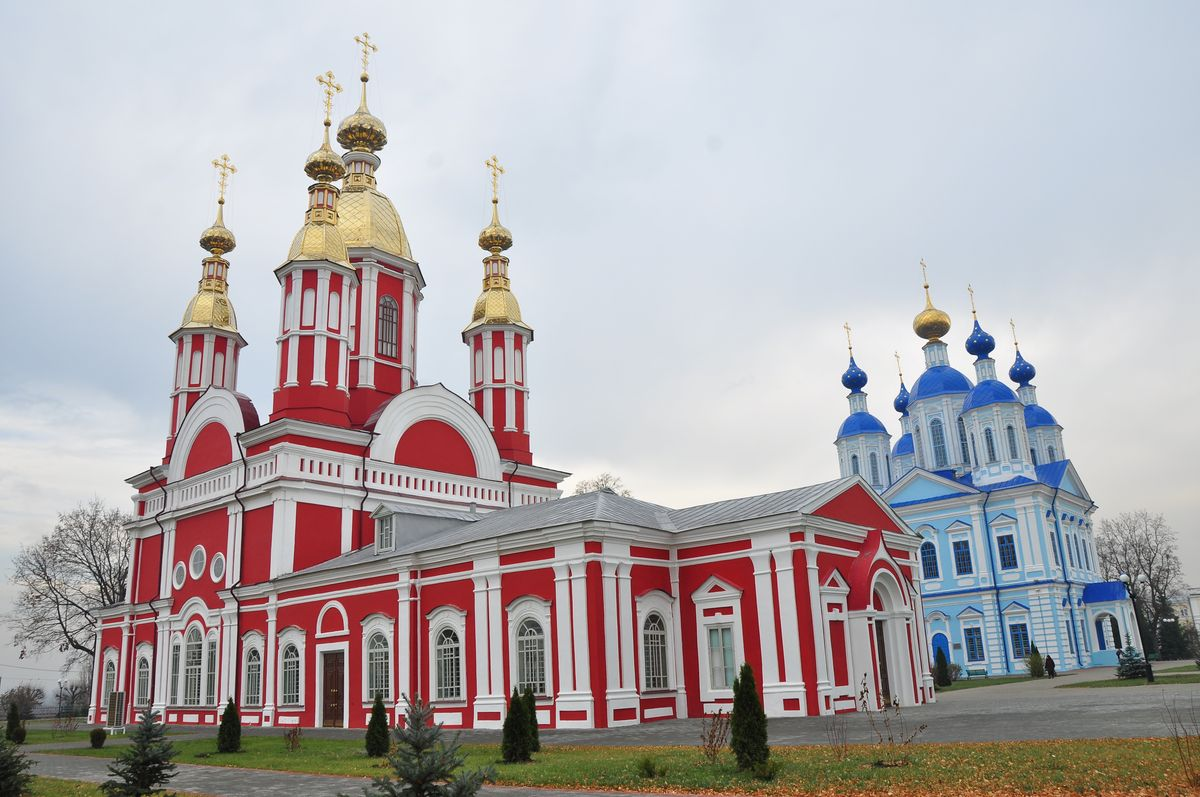
Церковь Иоанна Предтечи и Храм Казанской Богоматери

### Монастыри и культовые сооружения Тамбова
- Спасо-Преображенский кафедральный собор
- Собор Покрова Божией Матери (1763 г.)
- Вознесенский собор[103]
- Церковь Троицы Живоначальной[104].
- Храм Казанской иконы Божией Матери
- Храм Лазаря Четверодневного
- Храм новомучеников Церкви Русской
- Храм Феофана Вышенского
- Храм князя Александра Невского
- Петро-Павловский храм
- Церковь Иоанна Предтечи
- Церковь всех скорбящих Радость
- Церковь Рождества Христова
- Церковь во имя св. вмч. Пантелеимона
- Знаменская церковь (Тамбов)
- Колокольня Казанского мужского монастыря высотой 107 м (является второй по высоте колокольней в России)
- Казанский монастырь (мужской)
- Вознесенский монастырь (женский)
- Римско-католический храм Воздвижения Святого Креста
- Церковь Христиан Адвентистов седьмого дня «Живое слово»
- Храм Христа Спасителя Евангельских Христиан
- Церковь Евангельских христиан-баптистов Истина
- Молельный дом мусульман, ул. Рылеева, 83

#### Разрушенные храмы

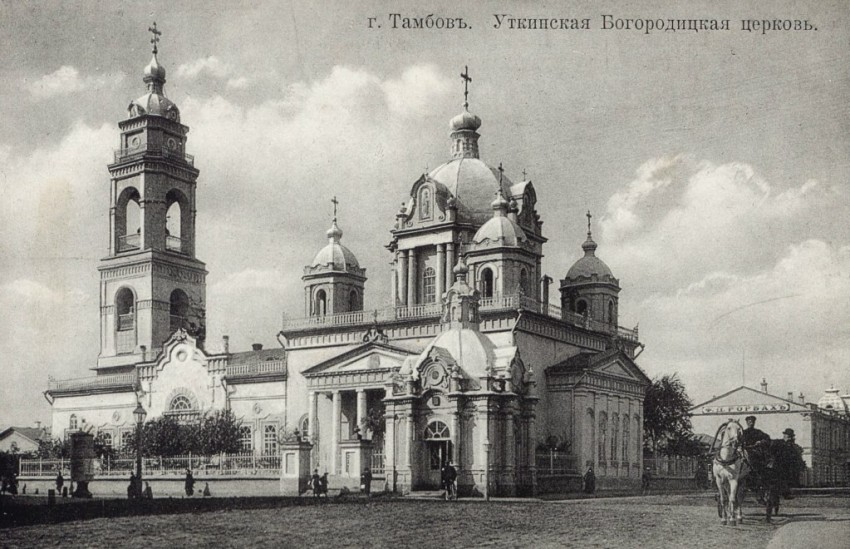
Уткинская Богородицкая церковь

- Собор Рождества Христова (1865 г., разрушен в 1930-х гг. арх. Нестеров Ф. И.)
- Архангельская церковь (построена в 1851 г., разрушена около 1937—1938 гг.)
- Знаменская церковь (построена в 1791 г., разрушена после 1931 г.)
- Архидиаконо-Стефаниевкая церковь (Уткинская) (построена в 1778 г., разрушена после 1931 г.)
- Введенская церковь (построена в 1887 г., разрушена после 1934 г.)
- Новая Покровская церковь (построена в 1869 г., разрушена в 1941 г.)
- Варваринская церковь (построена в 1806 г., разрушена после 1935 г.)
- Николаевская церковь (построена в 1908 г., разрушена после 1924 г.)

#### Строящиеся храмы
- Храм в честь князя Владимира
- Храм в честь преподобного Серафима Саровского
- Храм княгини Ольги
- Храм Святой Богородицы армянской православной церкви

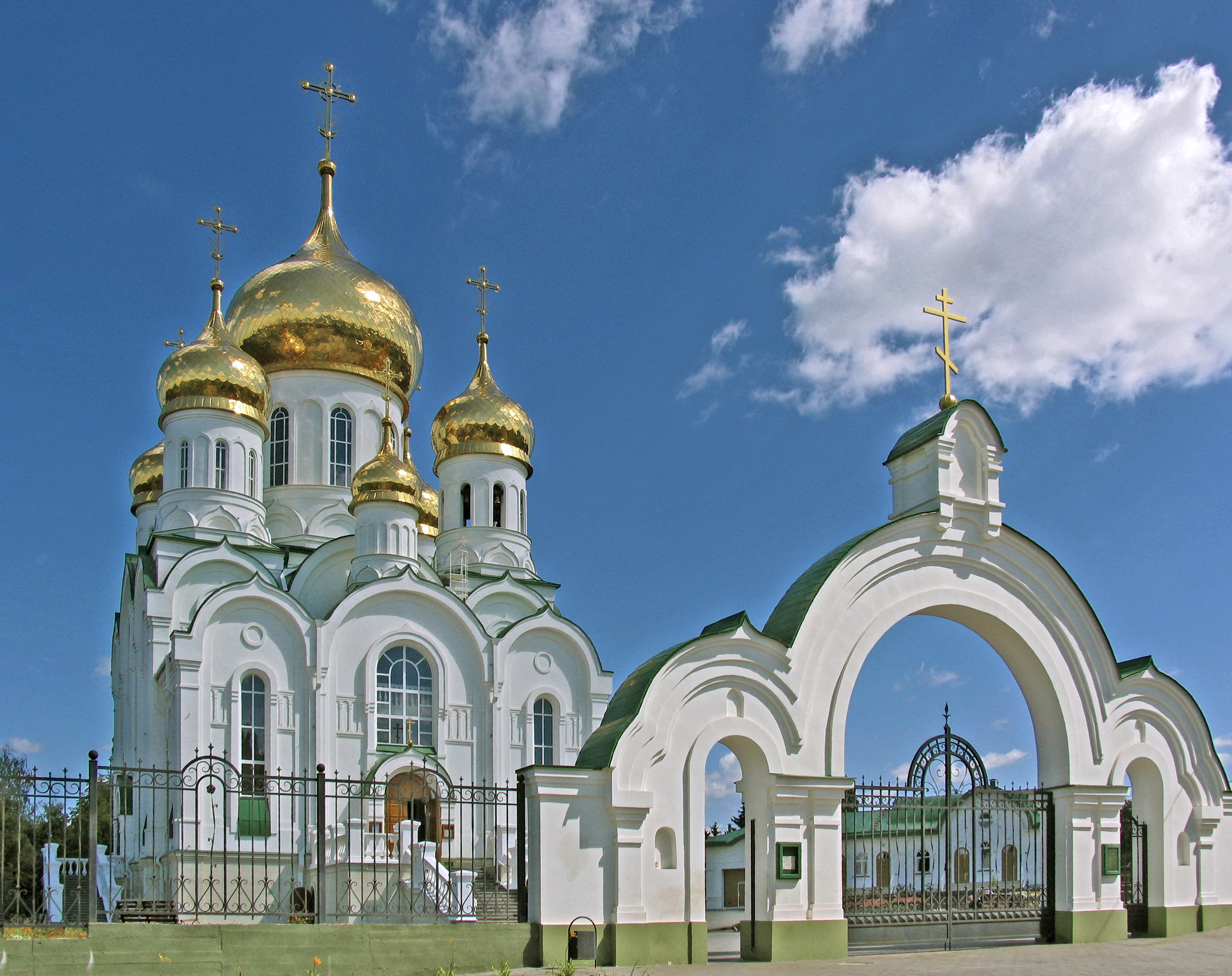
Храм святой Троицы
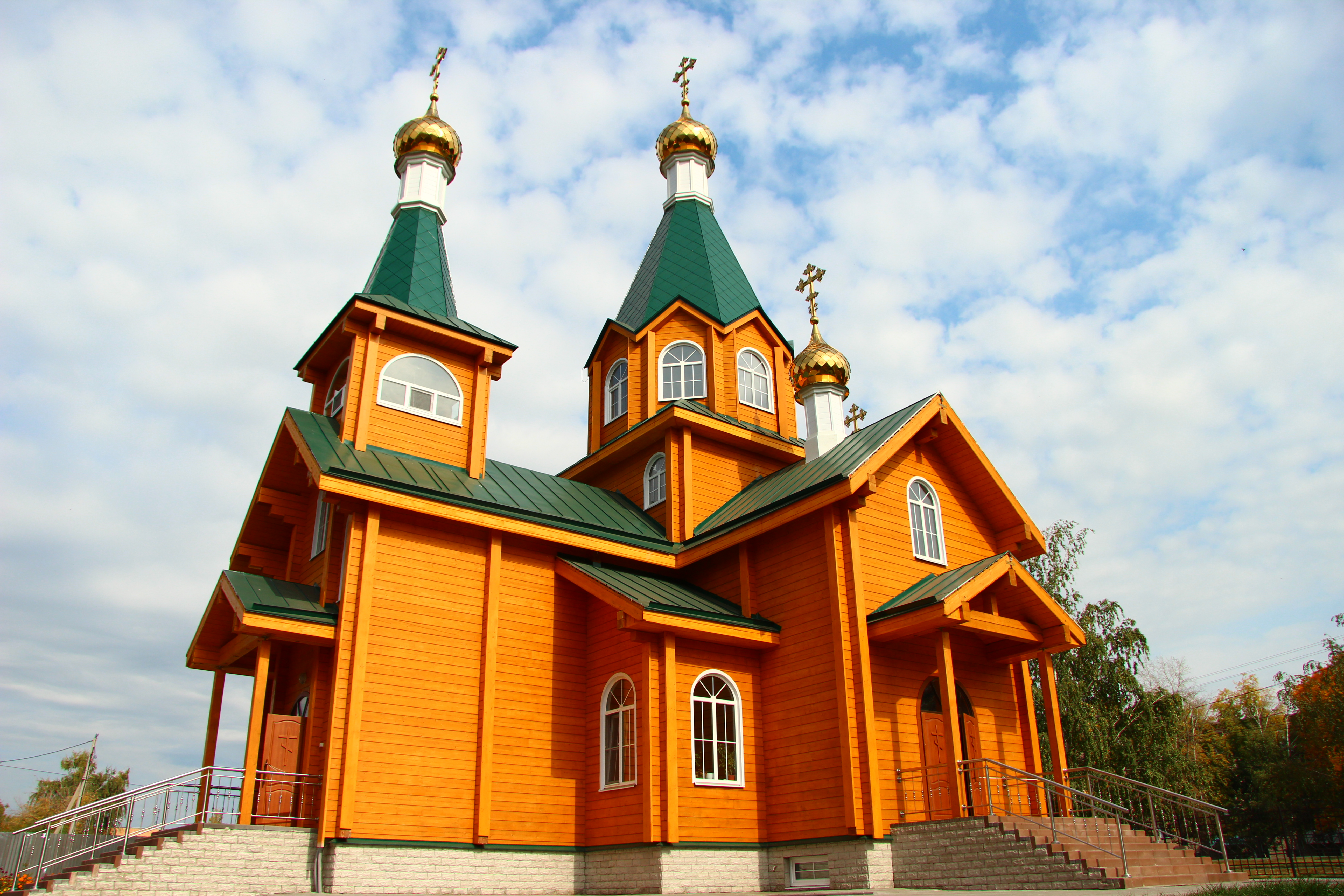
Храм Александра Невского
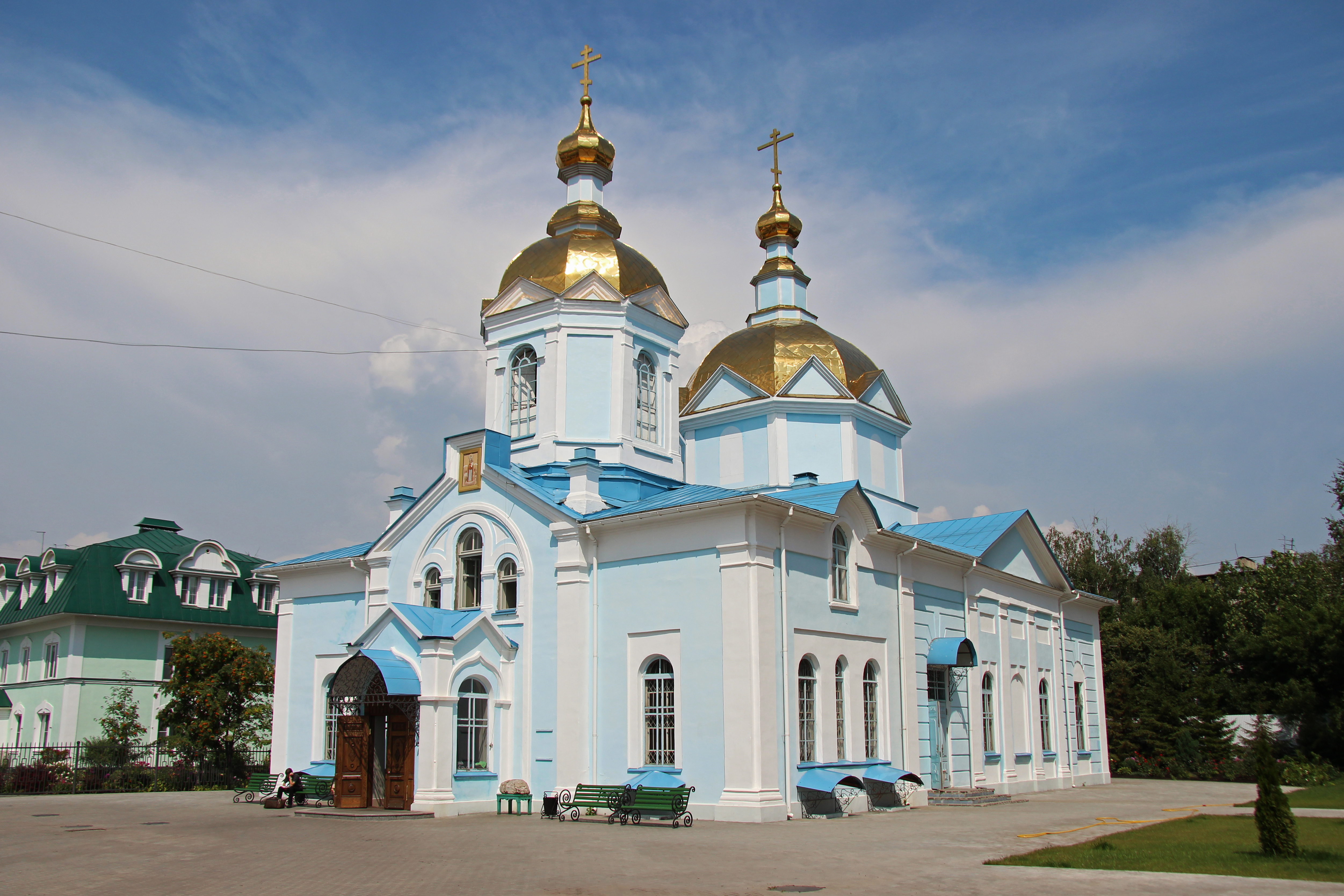
Церковь всех скорбящих Радость
Собор Покрова Божией Матери

## Архитектура и достопримечательности

### Общественные сооружения

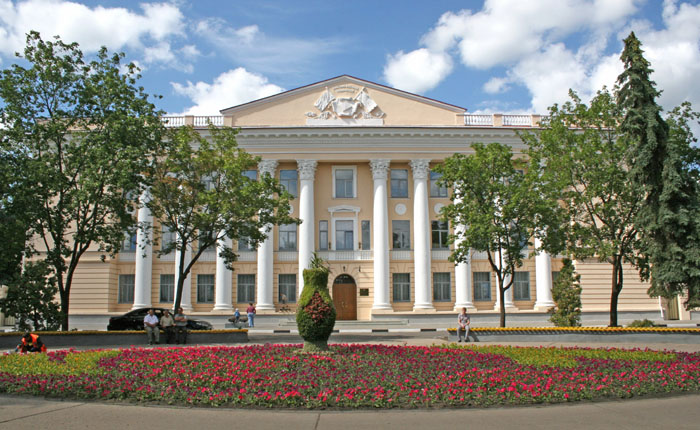
Тамбовский областной краеведческий музей

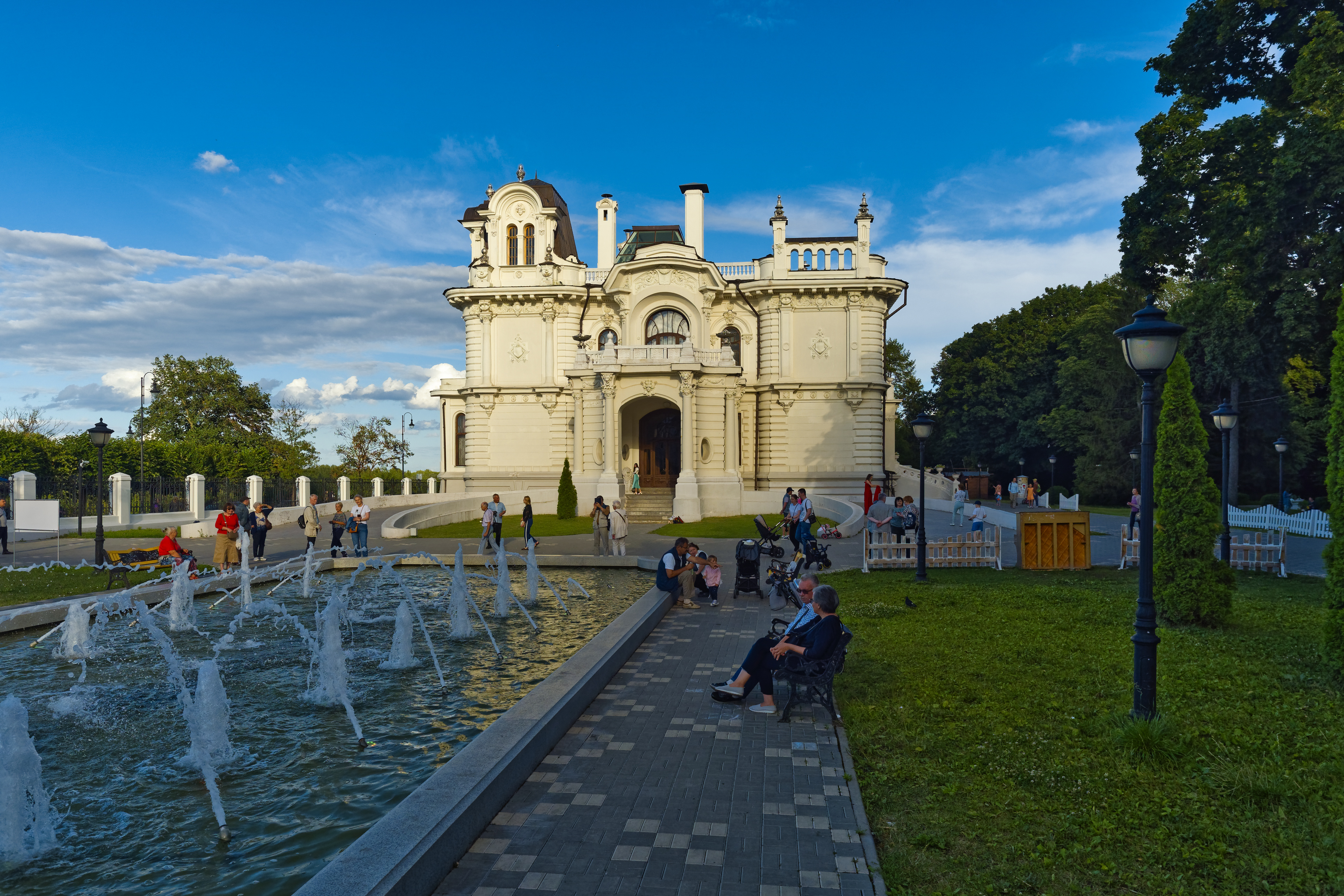
Усадьба Асеевых

- Музейный комплекс «Усадьба Асеевых»
- Здание ТГМПИ (ранее известное как «Музучилище»)
- Дом-музей Г. В. Чичерина
- Тамбовский государственный драматический театр (осн. в 1786 г.)
- Тамбовский областной краеведческий музей
- Набережная (Тамбов)
- ТВ мачта 369 м c 1991 г.
- Жилой дом И. И. Сатина — памятник истории и культуры регионального значения, оно одно из двух в Тамбове строений, построенных в формах так называемого неорусского стиля.
- Зоопарк, хотя имеет вывеску «Зоопарк» является зооботаническим садом Тамбовского государственного университета имени Г. Р. Державина и находится на территории агробиостанции ТГУ.

### Памятники и монументы

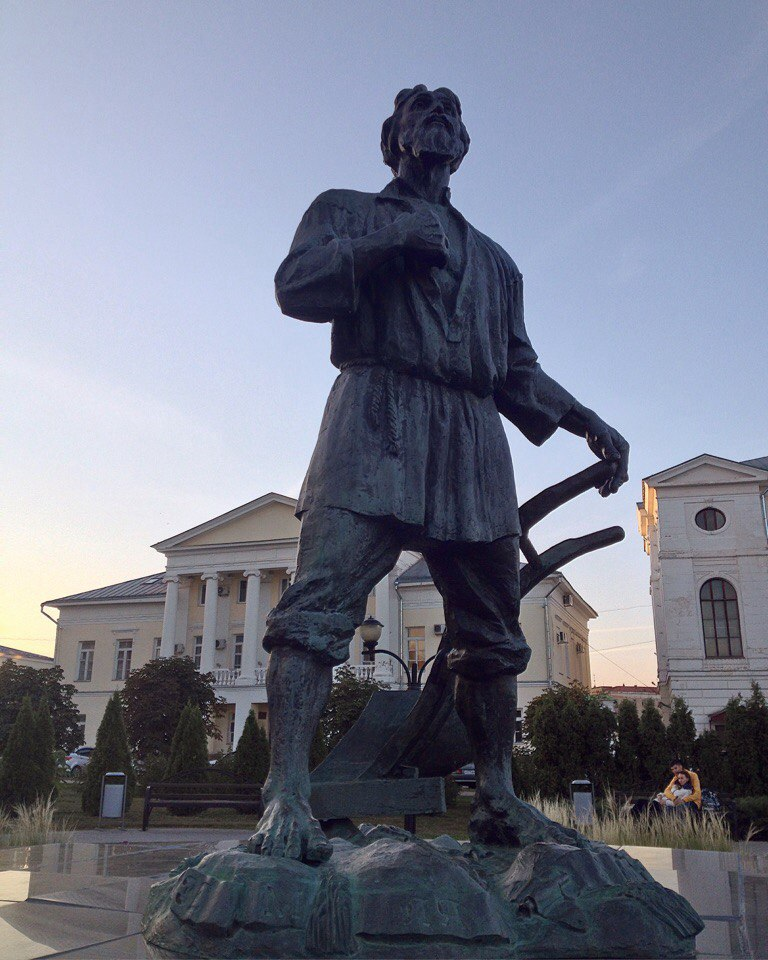
Монумент Тамбовскому Мужику

Танк «Тамбовский колхозник»

- памятник-бюст поэту М. Ю. Лермонтову в сквере на перекрёстке улиц Лермонтова и К. Маркса (открыт 15 июля 1941 г.; ск. Рындзюнская М. Д.)
- памятник Зое Космодемьянской в одноимённом сквере перед Казанским мужским монастырём (открыт в августе 1947 г.; ск. Манизер М. Г.; арх. Лангбард И. Г.)
- мемориал "Танк Т-34-76 «Тамбовский колхозник» на углу улиц Советской и Московской (установлен в 1949 г.)[105]
- памятник-бюст дважды Герою Советского Союза В. С. Петрову в одноимённом сквере перед ГУ «Тамбовконцерт» (установлен в 1953 г.; ск. Кербель Л. Е.; арх. Француз И. А.)
- памятник В. И. Ленину на площади Ленина (открыт в апреле 1967 г.; ск. Бондаренко П. И.; арх. Куликов А. С.)
- мемориальный комплекс «Вечный огонь» на Соборной площади (открыт 9 мая 1970 г.; ск. Лебедев С. Е., Малофеев К. Я.; арх. Куликов А. С.)
- памятник-бюст Герою Советского Союза лётчице М. М. Расковой на территории военного городка перед бывшим военным училищем лётчиков (установлен в 1970 г.; ск. Сонов В.)
- мемориал «Скорбящая мать» на Воздвиженском кладбище, посвящён памяти воинов, погибших в Великой Отечественной войне и скончавшихся в тамбовских госпиталях от полученных в боях ранений (установлен в 1975 г. к 30-й годовщине Победы; ск. Малофеев К. Я..; арх. А. С. Куликов, Сибирцев В. С.)
- памятник писателю С. Н. Сергееву-Ценскому на углу Набережной и ул. М. Горького (открыт 30 сентября 1975 г.; ск. Вельцен Т. Г., Лебедев С. Е.; арх. Куликов А. С.)
- монумент «Самолёт» на ул. Мичуринской установлен в 1985 году к 40-летию Победы советского народа над фашистской Германией, арх. Савенков Б. А.
- памятник «Подвигу медиков в Великой Отечественной войне» на территории больницы № 2 им. архиепископа Луки перед входом в Музей медицины (установлен в 1985 г.; ск. Малофеев К. Я.; арх. Быстрозорова О. П., Куликов А. С.)
- обелиск воинам-землякам погибшим в Афганистане перед корпусом ТГТУ на ул. Мичуринской, рядом с парком Победы (установлен в 1989 г.)
- памятник-бюст Г. Р. Державину, губернатору Тамбовской губернии в 1786—1788 гг. на углу улиц Советской и Державинской (открыт 16 июля 1994 г.; ск. Малофеев К. Я.; арх. Куликов А. С.)
- памятник архиепископу Тамбовскому и Мичуринскому Луке (Войно-Ясенецкому) на территории больницы № 2 им. архиепископа Луки (открыт осенью 1994 г.; ск. Юсупов Г.)
- памятник солдатам правопорядка — погибшим сотрудникам МВД на Первомайской площади (открыт 10 ноября 1999 г.; ск. Салычев М. И., Цицина Н. С.; арх. Лунькин А. С.)
- верстовой столб на ул. Октябрьская рядом со зданием Главпочтамта, установлен в 2006 году в знак 220-летия тамбовской почты.
- памятник композитору С. В. Рахманинову на ул. Рахманинова (открыт 25 августа 2006 г.; ск. Рукавишников А. И.; арх. Бухаев В. Б.)
- памятник Тамбовскому мужику на Кронштадтской площади в парке Сочи (открыт 4 ноября 2007 г.; ск. Остриков В. С.; арх. Филатов А. А.)
- скульптура «Святитель Николай Чудотворец» у Католической церкви Воздвижения Святого Креста (установлен в ноябре 2007 г.; ск. Церетели З. К.)
- памятник Тамбовскому волку на Рассказовском шоссе (установлен 27 августа 2008 г.; ск. Парамонов В.)
- памятник «Вечный студент» перед корпусом ТГУ имени Г. Р. Державина на ул. Советской дом 6 (открыт 15 декабря 2009 г.; ск. Остриков В. С.)
- памятник «Тамбовский купец» на Октябрьской улице (открыт 18 ноября 2019 г.; ск. Остриков В.)
- памятник-бюст И. В. Сталину на территории магазина автозапчастей ОАО «Тамбовагропромкомплект». Был установлен местными коммунистами 8 мая 2010 г. к 65-й годовщине Дня Победы[106].
- памятник Ветерану-победителю в Парке Победы (открыт 8 мая 2010 г.; ск. Кулаев В., Парамонов В.)
- обелиск с именами Героев Советского Союза и полных кавалеров Ордена Славы на Соборной площади (установлен в 2010 г. к 65-й годовщине Победы)
- скульптурная композиция «Семья лосей» на Рассказовском шоссе (обновлён в 2011 г.; ск. Парамонов В., Кулаев В.)
- памятник тамбовской казначейше на Коммунальной улице (открыт 14 октября 2016 г.[107]; ск. Миронов А.)
- мемориал памяти Жертвам ядерных катастроф на Кронштадтской площади в парке Сочи (открыт 26 апреля 2011 г.; ск. Салычев М. И., Цицина Н. С.)
- памятник поэту Е. А. Баратынскому в сквере на пересечении улиц К. Маркса, Мичуринской и Пензенской (открыт 12 октября 2011 г.; ск. Малофеев К. Я.; арх. Куликов А. С.)
- памятник «Благородной девице» в фойе корпуса ТГУ имени Г. Р. Державина на ул. Советской дом 93 (открыт 20 декабря 2011 г.; ск. Салычев М. И., Цицина Н. С.)
- памятник Тамбовскому волку у гостиницы «Отель» (установлен в 2012 г.; ск. Тихомиров В.)
- памятник святым Петру и Февронии Муромским на ул. Набережной (открыт 7 июля 2012 г.; ск. Кулаев В.)
- памятник российско-французской дружбе во Французском сквере на углу улиц Мичуринской и Чичерина (открыт 28 августа 2012 г.[108]; ск. Поль Фликанже, Люсьен Дидье), называется Malgré-nous («мальгре́-ну», с фр. — «против нашей воли»), собирательное название граждан Франции, проживавших в Эльзасе-Лотарингии и чаще всего насильно призванных в вермахт(под угрозой расправится с их семьями). Большинство мальгре-ну попавших в советский плен французов содержались в лагере № 188 под Радой и там многие умерли. Оставшиеся в живых были отпущены во Францию в 1955 году. Точно такой же памятник(только бетонный) установлен возле французского города Верден в память военных действий между Германией и Францией во время Первой Мировой войны, этот город фактически был стёрт с лица земли, а количество погибших солдат было очень большим
- Триумфальная лестница на ул. Набережной, посвящённая Тамбовским героям Отечественной войны 1812 года (открыта 6 октября 2012 г.[109]; арх. Куликов А. С.)
- памятник боевой машине «ИСУ-152» в честь 630-летия Отечественной артиллерии на ул. Астраханской возле КПП войсковой части (открыт 19 ноября 2012 г.[110])
- мемориал учащимся, выпускникам и работникам системы профессионального образования Тамбовской области за героические трудовые и боевые подвиги в годы Великой Отечественной войны 1941—1945 гг. в сквере у техникума отраслевых технологий на улице Рылеева (открыт 15 июня 2013 г.[111]; ск. Остриков В. С.)
- памятник святителю Питириму Тамбовскому на Соборной площади (открыт 31 августа 2014 г.[112]; ск. Рукавишников А. И.)
- памятник В. И. Вернадскому на пересечении бул. Энтузиастов, ул. Советская и ул. Урожайная (открыт 18 ноября 2014 г.[113][114]; ск. Рукавишников А. И.)
- памятник «Доблестному офицеру Отечества» на ул. Комиссара Московского у проходной учебного центра радиоэлектронной борьбы (открыт 6 мая 2015 г.[115][116][117]; арх. Куликов А. С.; ск. Басарев Д. В., Яснюк В. А.)
- памятник композиторам Агапкину В.И и Шатрову И. А. на ул. Интернациональной, возле ЗАГСа и Областной научной библиотеки им. А. С. Пушкина (открыт 22 июня 2015 года, арх. Вадим Фролов, ск. Александр Миронов)[118].
- памятник адмиралу Ушакову Ф. Ф. на пересечении ул. Советской и Лермонтовской (открыт 28 августа 2015 года, ск. Рукавишников А. И.)[119]
- памятник святителю Луке (Войно-Ясенецкому) на ул. Комсомольской у дома № 9, в котором с 1944 по 1946 годы жил святитель (открыт 14 октября 2017 года, под руководством ск. Аполлонова А. А.)[120]
- памятник военному дирижёру и композитору Валерию Халилову в зелёной зоне недалеко от Пушкинской библиотеки (открыт в июне 2018 года, автор — скульптор, преподаватель МГХИ им. В. И. Сурикова Александр Миронов)[121]
- памятник академику-математику Андрею Колмогорову на территории студенческого городка рядом с корпусом Института математики, естествознания и информационных технологий ТГУ имени Державина (открыт в ноябре 2018 года, автор — московский мастер Дмитрий Салычев)[122]

| - Памятник Зое Космодемьянской на Советской улице - мемориал памяти Жертвам ядерных катастроф на Кронштадтской площади - Памятник В. И. Ленину на Интернациональной улице | - Памятник подвигу медиков в годы Великой Отечественной войны - Памятник святителю Питириму Тамбовскому на Соборной площади - Памятник композитору С. В. Рахманинову на ул. Рахманинова - Памятный знак «Самолёт» установлен в 1985 году к 40-летию Победы советского народа над фашистской Германией, позже парк, в котором он находится, получил название «50 лет Победы» |

## Города-побратимы
- Бар-ле-Дюк, Франция (1981 год)
- Сухум, Абхазия (20 августа 2012)[123]
- Балчик, Болгария (19 сентября 2013)[124][125]
- Алушта, Россия (31 мая 2014)[126]
- Гродно, Беларусь (5 февраля 2015)[127][128]

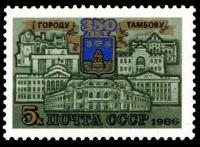
Марка, посвящённая 350-летию города Тамбов (1986 г.)

- Терре-Хот, США
- Генуя, Италия[129]
- Добрич, Болгария

## Тамбов в филателии
Город Тамбов и его история отражены на филателистических материалах дореволюционного времени, Советского Союза и современной России.